# Présidence de James K. Polk
11e président des États-Unis
Présidence de John Tyler Présidence de Zachary Taylor
La présidence de James K. Polk débuta le 4 mars 1845, date de l'investiture de James K. Polk en tant que 11e président des États-Unis, et prit fin le 4 mars 1849. Membre du Parti démocrate, Polk entra en fonction après avoir remporté l'élection présidentielle de 1844 face à Henry Clay, candidat du Parti whig. Il quitta la présidence après un seul mandat, conformément à sa promesse de campagne, et le général Zachary Taylor lui succéda à la Maison-Blanche. Durant ses quatre années au pouvoir, Polk, qui avait été un proche d'Andrew Jackson, manifesta son attachement à la vision de la « démocratie jacksonienne » et au concept de destinée manifeste.
Polk est souvent considéré comme le dernier grand président de la période antérieure à la guerre de Sécession, ayant réalisé et mis en œuvre l'ensemble de ses objectifs de campagne, tant sur le plan de la politique intérieure que des relations internationales. Sa présidence fut particulièrement influente dans le domaine de la politique étrangère et vit les dernières grandes expansions territoriales qui achevèrent de donner aux États-Unis leur aspect contigu. Le Mexique ayant refusé de reconnaître l'annexion du Texas par son administration, Polk déclencha la guerre américano-mexicaine qui se solda par une facile victoire pour les États-Unis et conduisit à la cession par le Mexique de la quasi-totalité du Sud-Ouest américain actuel. Il menaça également d'entrer en guerre avec le Royaume-Uni au sujet du contrôle de l'Oregon, mais parvint finalement à un accord dans lequel les deux pays acceptaient de se partager la région à hauteur du 49e parallèle.
Polk réalisa également ses ambitions en matière de politique intérieure. Il réduisit de façon importante les droits de douane en substituant au Black Tariff de 1842 le Walker Tariff de 1846 qui favorisait les États du Sud moins industrialisés en diminuant les coûts sur les importations et sur la production locale par le biais de la concurrence. Il mit par ailleurs en place un système de trésorerie indépendante qui perdura jusqu'en 1913 et présida à la création de l'académie navale et de la Smithsonian Institution. La mise en chantier du Washington Monument et l'émission du premier timbre postal eurent également lieu sous sa présidence.
Polk ne s'impliqua pas personnellement dans l'élection présidentielle de 1848 mais son action politique eut une influence décisive sur le déroulement de la campagne. Le candidat du Parti whig, le général Zachary Taylor, qui avait participé à la guerre américano-mexicaine, battit son adversaire démocrate, le sénateur Lewis Cass, qui avait reçu le soutien de Polk. Les historiens considèrent Polk comme un grand président américain pour avoir su promouvoir des objectifs et les avoir mis en œuvre dans le cadre de son agenda présidentiel. Il a néanmoins été critiqué pour avoir mené les États-Unis dans une guerre contre le Mexique et pour avoir aggravé les tensions politiques à l'échelle du pays.

## Élection présidentielle de 1844

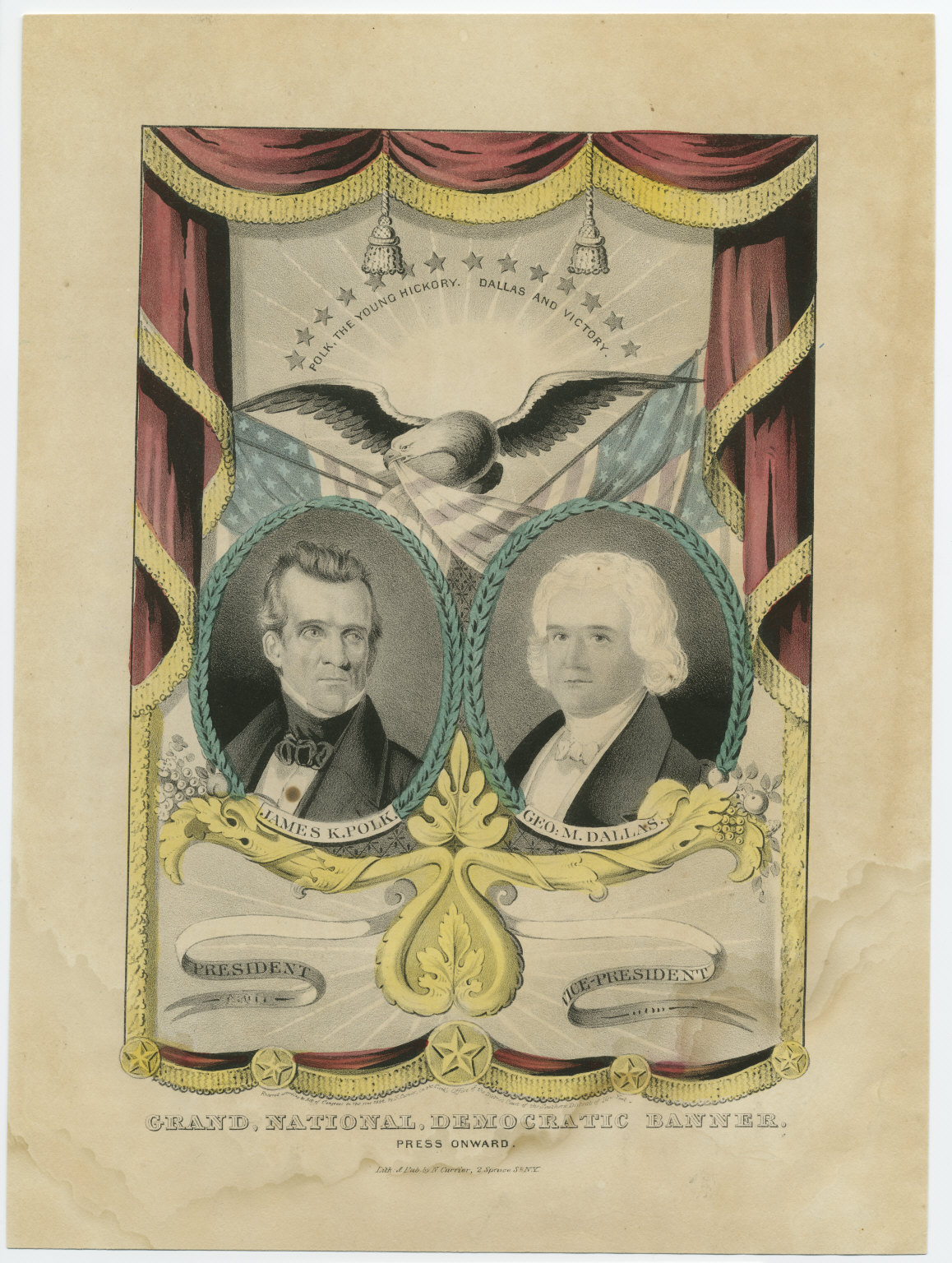
Affiche de campagne du ticket Polk/Dallas pour l'élection présidentielle de 1844.

Au début de l'année 1844, l'ancien président Martin Van Buren était considéré comme le mieux placé pour être le candidat démocrate à l'élection présidentielle du mois de mars. Polk, qui désirait obtenir la nomination du parti pour la vice-présidence, fit d'abord campagne pour figurer sur le ticket présidentiel aux côtés de Van Buren. Celui-ci ne faisait toutefois pas l'unanimité au sein de son camp, notamment de la part des sudistes qui redoutaient ses vues sur l'esclavage et des « conservateurs entrepreneuriaux » qui avaient en mémoire sa gestion catastrophique de la panique de 1837. La possible annexion du Texas par l'administration du président John Tyler fut au cœur des débats : Van Buren et Henry Clay, le principal candidat whig, se prononcèrent résolument contre l'annexion afin d'éviter une guerre avec le Mexique alors que Polk et l'ex-président Andrew Jackson étaient favorables à l'acquisition territoriale. Déçu par le positionnement de Van Buren, Jackson se déclara en faveur de Polk mais ce dernier était sceptique sur ses chances d'être désigné par la convention démocrate.
À l'ouverture de celle-ci le 27 mai 1844, la question se posa immédiatement de savoir si la convention devait introduire la règle du vote à la majorité des deux tiers pour le choix du candidat à la présidence. Réclamée à grands cris par les États du Sud, la résolution fut adoptée, ce qui mit fin aux espoirs de Van Buren dont la candidature était toujours contestée par une minorité significative des délégués. Van Buren arriva en tête du premier tour de scrutin sans parvenir à rassembler la majorité des voix nécessaire et il perdit progressivement ses soutiens. Au 8e tour, Polk rafla 44 des 266 délégués, supplantant ainsi Lewis Cass et Van Buren, ses principaux concurrents. À ce stade, plusieurs délégués se rallièrent ouvertement à Polk. Van Buren, réalisant qu'il n'avait plus aucune chance d'être désigné par la convention, se désista en faveur de Polk qui remporta la nomination au scrutin suivant. Polk fut ainsi le premier d'une série de candidats inattendus (en anglais dark horse candidate) à remporter la nomination d'un grand parti politique dans le cadre d'une élection présidentielle. Le sénateur Silas Wright, un proche de Van Buren, déclina la vice-présidence et la convention désigna l'ancien sénateur George M. Dallas pour figurer aux côtés de Polk sur le ticket démocrate.
Informé de sa victoire, Polk promit aussitôt de n'effectuer qu'un seul mandat afin d'obtenir plus facilement le soutien des ténors du Parti démocrate comme Cass, Wright, John C. Calhoun, Thomas Hart Benton ou James Buchanan, qui ambitionnaient tous de briguer un jour la fonction suprême,. Il évita en revanche de se positionner au sujet du tarif protectionniste de 1842, ce qui ne l'empêcha pas de courtiser l'électorat nordiste de Pennsylvanie en tenant des propos favorables au maintien de taxes élevées. La candidature de Wright au poste de gouverneur de l'État de New York, l'un des swing states les plus importants, bénéficia indirectement à la campagne de Polk en unifiant les factions démocrates qui s'opposaient dans cet État.

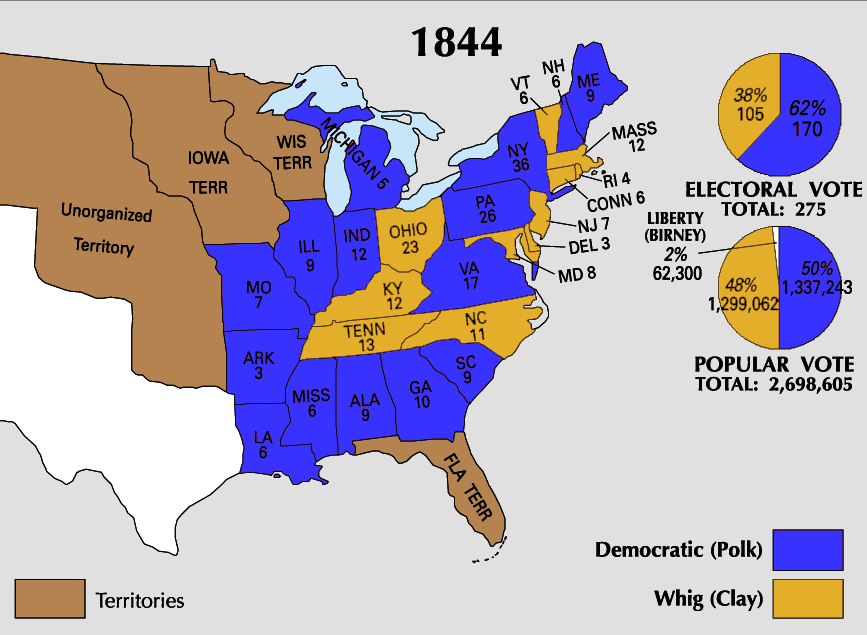
Résultats de l'élection présidentielle américaine de 1844.

Le Parti de la liberté, favorable à l'abolition de l'esclavage, désigna comme candidat James G. Birney du Michigan. Henry Clay décrocha quant à lui l'investiture du Parti whig au premier tour de scrutin. En dépit de son statut d'ancien gouverneur du Tennessee et d'ex-speaker de la Chambre des représentants sous la présidence de Jackson, Polk ne disposait pas d'une notoriété comparable à celle de Clay ou de Van Buren et ses opposants whigs le raillèrent en popularisant le slogan « mais qui est donc James K. Polk ? » Les whigs diffusèrent également dans tout le pays des centaines de milliers de tracts anti-Polk l'accusant d'être un pantin du Slave Power et un radical qui voulait détruire les États-Unis en annexant le Texas. Polk remporta finalement l'élection par 170 voix de grands électeurs contre 105 pour Clay et recueillit 49,5 % du vote populaire. Il perdit à la fois dans son État natal, la Caroline du Nord, et dans son État de résidence, le Tennessee, mais fut déclaré vainqueur en Pennsylvanie et à New York où Birney avait réalisé un score honorable au détriment de Clay. Une victoire de Clay dans l'État de New York aurait en effet permis à celui-ci de battre Polk au niveau national par six voix d'avance au sein du collège électoral. Le taux de participation à l'échelle du pays s'éleva à 78,9 %.
L'élection de Polk fut suivie d'une période de transition au cours de laquelle Tyler voulut achever le processus d'annexion du Texas. Le Sénat avait déjà rejeté un précédent traité qui proposait le rattachement de la république texane à l'Union mais Tyler fit adopter au Congrès une résolution commune précisant les termes de l'annexion. Le sénateur Benton du Missouri et le secrétaire d'État Calhoun étant en désaccord sur la manière d'annexer le territoire en raison de leurs divergences d'opinion au sujet de l'esclavage, Polk fut impliqué dans les négociations afin de dénouer l'impasse. Avec l'aide du président-élu, la résolution d'annexion fut presque adoptée à l'unanimité par le Sénat. Deux jours avant l'investiture de Polk, le président Tyler adressa aux dirigeants texans une offre d'annexion en bonne et due forme.

## Cérémonie d'investiture

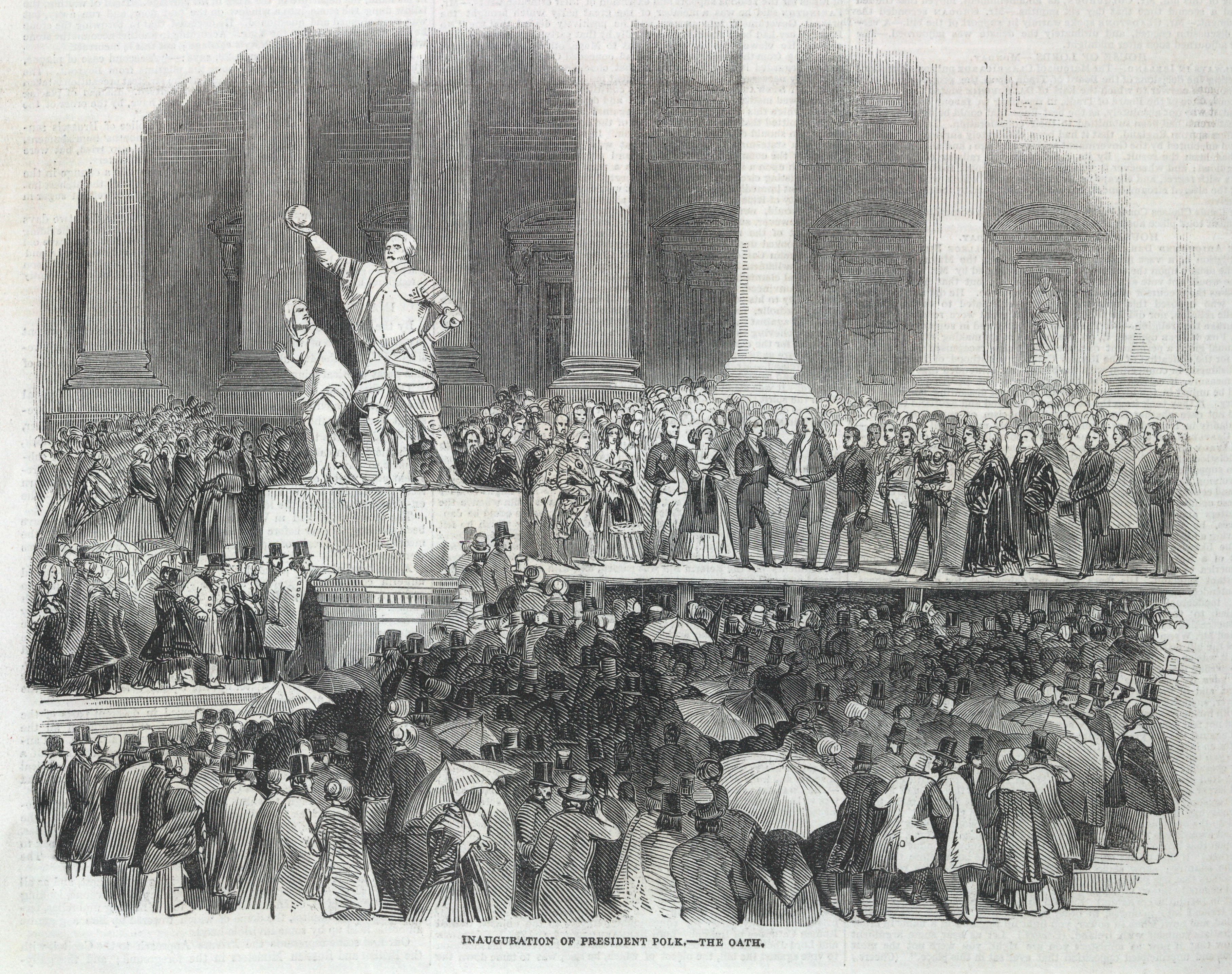
Investiture de James K. Polk devant l'aile est du Capitole. Illustration parue dans l’Illustrated London News le 19 avril 1845.

Polk devint officiellement le 11e président des États-Unis le 4 mars 1845 lors d'une cérémonie organisée devant l'aile est du Capitole. La prestation de serment s'effectua sous l'autorité du juge en chef Roger B. Taney. Pour la première fois dans l'histoire du pays, la cérémonie fut annoncée par le télégraphe et fit l'objet d'une illustration dans la presse — en l'occurrence l’Illustrated London News.
Le discours d'investiture du nouveau président, rédigé avec l'aide d'Amos Kendall, se voulait porteur d'un message d'espoir et de confiance. Avec 4 476 mots, ce fut le deuxième plus long discours d'investiture de l'histoire américaine, derrière celui de William Henry Harrison quatre ans plus tôt. Dans son texte, Polk fit référence aux idées jacksoniennes qui avaient guidé son action politique et énonça les grands principes qui, dans la lignée de ceux du Parti démocrate, devaient fixer le cap de son administration. L'un des principaux thèmes de son discours fut l'expansion territoriale vers l'ouest des États-Unis. Il expliqua ainsi l'importance de l'entrée du Texas au sein de l'Union et remarqua que de nombreux Américains étaient implantés dans des terres situées encore plus à l'ouest, en Californie ou en Oregon. Il déclara :

« Il y a huit ans de cela, notre population était confinée à l'ouest par les montagnes des Appalaches. Au cours de cette période — je pourrais même dire en l'espace d'une existence à l'adresse de certains de mes auditeurs —, nos concitoyens, augmentés de plusieurs millions d'individus, ont peuplé la vallée orientale du Mississippi, aventureusement remonté le Missouri jusqu'à sa source, et sont déjà engagés dans l'établissement de gouvernements autonomes dans les vallées desquels s'écoulent les fleuves jusqu'au Pacifique. »

Au moment où Polk arriva à la présidence, la population des États-Unis avait doublé tous les vingt ans depuis la guerre d'indépendance jusqu'à atteindre un niveau semblable à celle de la Grande-Bretagne. Le mandat de Polk bénéficia du progrès technologique avec le développement des chemins de fer et une utilisation accrue du télégraphe. L'amélioration des communications et l'embellie démographique contribuèrent à hisser les États-Unis au rang de grande puissance militaire et favorisèrent la mise en place d'une politique expansionniste.

## Organisation du cabinet
Polk gouverna avec l'aide de son cabinet auquel il attachait une grande importance. Ce dernier se réunissait deux fois par semaine ; lors de ces séances, Polk et les six membres de son gouvernement discutaient des grandes affaires en cours. Cependant, en dépit de la confiance qu'il accordait à son cabinet, Polk interférait jusque dans les menus détails dans l'action des départements d'État, notamment sur le volet militaire. En constituant son propre gouvernement, Polk écouta le conseil de Jackson qui lui avait recommandé d'éviter des individus nourrissant eux-mêmes des ambitions pour la présidence. Il choisit cependant de nommer James Buchanan au poste crucial et prestigieux de secrétaire d'État. Polk, qui voulait désigner un New-Yorkais compétent à la tête du département du Trésor, sollicita l'avis de Wright et de Van Buren et tous deux recommandèrent Azariah C. Flagg (en). Le sénateur Robert J. Walker obtint le poste de procureur général. Cave Johnson, un proche de Polk, accéda quant à lui à la fonction de Postmaster General. Polk était personnellement attaché au secrétaire à la Marine en poste, John Y. Mason, mais il dut s'en défaire sur l'insistance de Jackson car il avait appartenu au précédent cabinet Tyler et Jackson ne souhaitait pas que ses membres puissent faire partie de la nouvelle administration. Polk nomma à sa place George Bancroft, un historien qui avait joué un rôle décisif dans l'élection de Polk. Pour le poste de secrétaire à la Guerre, le président envisagea de faire appel à Andrew Stevenson (en), de Virginie, afin de composer un cabinet équilibré, trois de ses membres étant issus d'États libres et trois autres d'États esclavagistes.
Les choix de Polk pour le cabinet furent approuvés par Jackson, que Polk rencontra pour la dernière fois en janvier 1845 puisque l'ancien président devait mourir en juin de la même année. Cependant, la nomination de Buchanan comme secrétaire d'État ayant fuitée, l'un de ses rivaux, qui n'était autre que le vice-président Dallas, et quelques sudistes insistèrent pour que Walker soit nommé au poste de secrétaire du Trésor, plus haut placé dans la hiérarchie gouvernementale. Polk opta pour le compromis en désignant Bancroft au Trésor et nomma respectivement Mason et William L. Marcy, un New-Yorkais, en tant que procureur général et secrétaire à la Guerre. Polk avait espéré que la sélection de Marcy apaiserait Van Buren mais ce dernier en fut outragé, notamment en raison du fait que Marcy était lié à la faction rivale des Hunkers. Marcy se révéla cependant comme un membre efficace et loyal du cabinet Polk. Le président accentua encore la colère de Van Buren lorsqu'il décida de maintenir Walker au Trésor. Buchanan, de même que Walker, était une figure éminente du Parti démocrate. Polk respectait l'avis de Buchanan et ce dernier joua un rôle important au sein de l'administration mais les deux hommes s'opposèrent fréquemment au sujet de la politique étrangère et des nominations au sein du cabinet. Polk fut souvent tenté de renvoyer son ministre car il soupçonnait Buchanan de faire passer ses intérêts personnels avant les siens mais ce dernier parvint toujours à convaincre le président de sa loyauté. Après le déclenchement de la guerre américano-mexicaine, Polk remania partiellement son cabinet : Bancroft fut envoyé comme ambassadeur en Grande-Bretagne, Mason récupéra son ancien poste au secrétariat à la Marine et Nathan Clifford fut nommé procureur général.

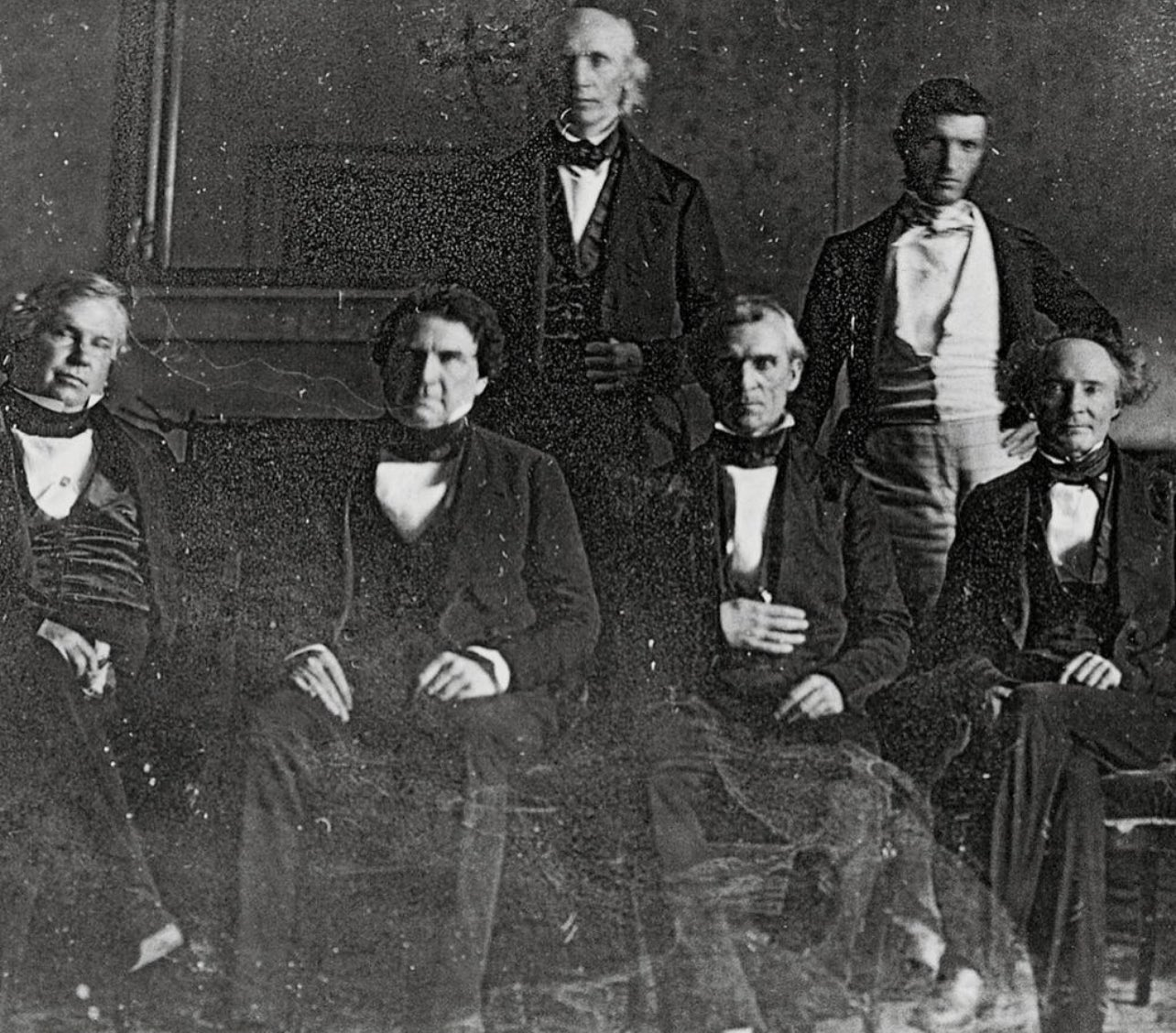
Le président Polk entouré de son cabinet. Au premier rang, de gauche à droite : John Y. Mason, William L. Marcy, James K. Polk et Robert J. Walker ; au second rang : Cave Johnson et George Bancroft (James Buchanan est absent de la photo). Cette photographie fut la première à avoir été prise à l'intérieur de la Maison-Blanche et la première d'un cabinet présidentiel américain.

## Nominations judiciaires
La mort en 1844 du juge Henry Baldwin avait créé une vacance au sein de la Cour suprême. Le président Tyler n'avait nommé personne pour le remplacer et le siège était toujours vacant lorsque Polk prit ses fonctions. Les efforts de Polk pour désigner un successeur à Baldwin se trouvèrent mêlés à la vie politique de Pennsylvanie et aux rivalités qui opposaient les dirigeants des différentes factions pour l'obtention du poste de percepteur des douanes du port de Philadelphie. Alors que Polk cherchait à naviguer dans les eaux de la vie politique locale, une deuxième vacance se produisit à la Cour suprême avec la mort, en septembre 1845, du juge Joseph Story. La mort de Story s'étant produite alors que le Sénat n'était pas en session, Polk fut en mesure de procéder à une nomination directe et il nomma le sénateur Levi Woodbury du New Hampshire. Lorsque le Sénat reprit ses travaux en décembre 1845, les parlementaires confirmèrent la nomination de Woodbury. Le choix initial de Polk pour succéder à Baldwin, George W. Woodward, fut rejeté par le Sénat en janvier 1846, en grande partie à cause de l'opposition de Buchanan et du sénateur Simon Cameron de Pennsylvanie. Polk offrit le poste à Buchanan mais ce dernier, après avoir hésité, le refusa. Polk proposa finalement le nom de Robert Cooper Grier dont la nomination fut confirmée par le Sénat,.

## Politique étrangère

### Partage de l'Oregon

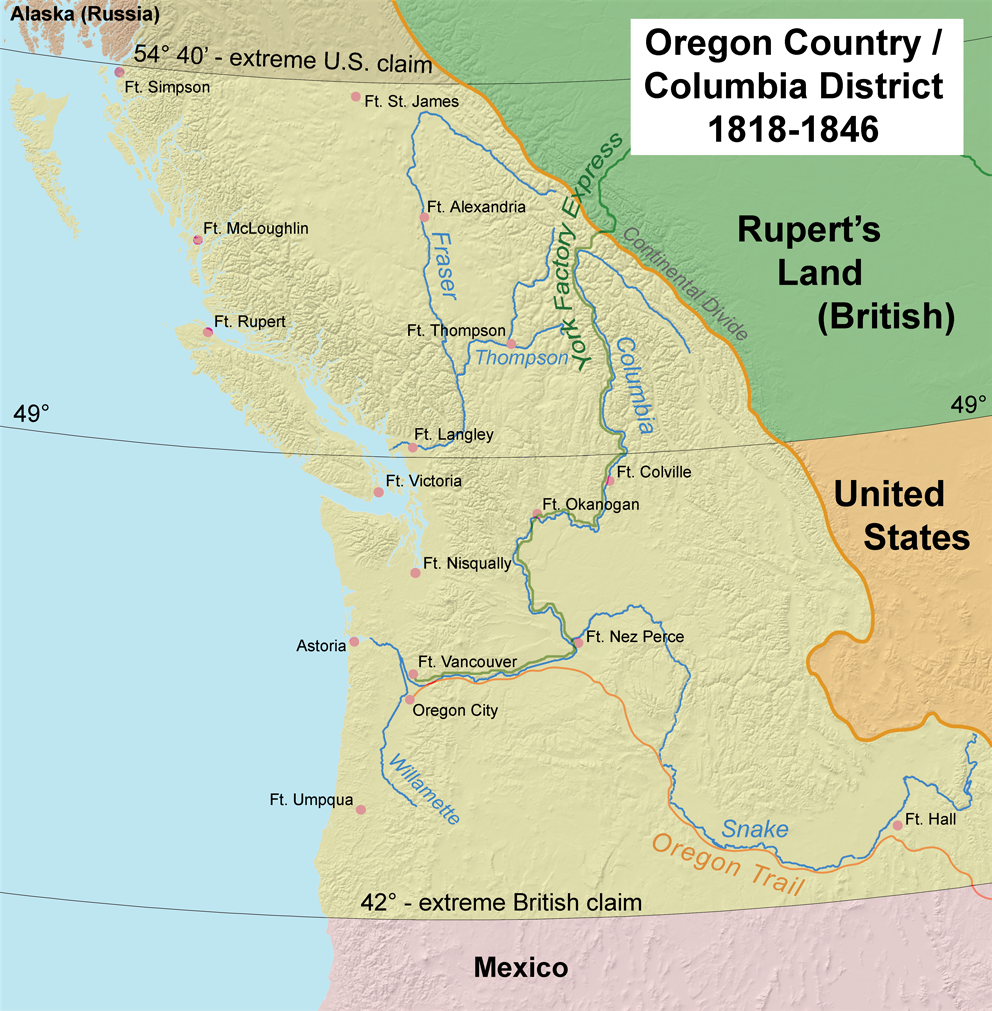
Carte du territoire de l'Oregon, que le traité conclu en 1846 divisa entre Américains et Britanniques à hauteur du 49e parallèle.

Les prétentions britanniques sur le territoire de l'Oregon remontaient aux voyages de James Cook et de George Vancouver au XVIIIe siècle, alors que celles des Américains dataient de l'expédition Lewis et Clark et de la découverte du fleuve Columbia par le capitaine Robert Gray. À la suite d'un traité, la Russie abandonna toute revendication au sud de la frontière méridionale de l'Alaska, cette dernière restant dans le giron russe jusqu'en 1867. L'Espagne, qui occupait avant la révolution mexicaine la côte du Pacifique à hauteur du 42e parallèle nord, renonça quant à elle à toute velléité d'expansion au nord de cette ligne en vertu des termes du traité d'Adams-Onís, ratifié avec les États-Unis en 1819.
Plutôt que de déclencher une guerre dans un territoire éloigné et faiblement peuplé, les États-Unis et la Grande-Bretagne entamèrent des négociations. Depuis la signature du traité de 1818, le territoire de l'Oregon était occupé conjointement par la Grande-Bretagne et les États-Unis. Les précédentes administrations américaines avaient proposé de diviser la région à hauteur du 49e parallèle nord, mais les Britanniques, qui avaient des intérêts commerciaux le long du fleuve Columbia, refusèrent. Le plan de partition suggéré par la Grande-Bretagne n'était pas davantage acceptable pour Polk car il lui aurait fallu rétrocéder le Puget Sound et toutes les terres au nord du fleuve Columbia aux Britanniques. Quant aux Britanniques, ils n'étaient pas prêts à valider l'extension du 49e parallèle vers le Pacifique car cela signifiait pour eux céder le contrôle de l'embouchure du Puget Sound aux Américains, ce qui isolerait leurs établissements le long du fleuve Fraser.
L'ambassadeur de Tyler à Londres, Edward Everett, avait évoqué une autre solution qui prévoyait de diviser la plus grande partie du territoire à hauteur du 49e parallèle tout en offrant aux Britanniques le contrôle de l'île stratégique de Vancouver, mais le mandat de Tyler prit fin avant que les négociations aient pu aboutir. À son arrivée aux États-Unis en 1844, l'ambassadeur britannique Richard Pakenham était disposé à accepter le plan d'Everett mais il découvrit que beaucoup d'Américains réclamaient le territoire tout entier. La question de l'Oregon n'avait pas occupé une place importante dans les débats pendant l'élection présidentielle de 1844, mais l'afflux massif de colons dans cette zone en 1845 et le développement du sentiment expansionniste stimulé par les débats autour du Texas et de l'Oregon plaidaient en faveur de la négociation rapide d'un traité avec la Grande-Bretagne. Beaucoup de démocrates adhéraient au concept de la destinée manifeste selon lequel les États-Unis avaient vocation à s'étendre sur les deux façades du continent.
Les deux partis espéraient en arriver à un compromis acceptable mais tant les États-Unis que la Grande-Bretagne voyaient ce territoire comme un atout géopolitique important afin de s'affirmer comme la puissance dominante en Amérique du Nord. Lorsqu'il prit ses fonctions, Polk déclara qu'il considérait les revendications américaines sur l'Oregon comme « claires et sans concession ». Cela lui attira des menaces de guerre de la part des dirigeants britanniques qui redoutaient que Polk n'ambitionne de s'emparer du territoire tout entier. Cependant, contrairement à ce que laissait paraître sa rhétorique belliciste et son désir d'annexer purement et simplement la région, Polk estimait qu'une guerre avec la Grande-Bretagne n'était pas nécessaire et lui et Buchanan décidèrent d'ouvrir les négociations. À l'instar de ses prédécesseurs, Polk proposa une division le long du 49e parallèle mais cette idée fut immédiatement rejetée par Pakenham. À la suite de ce refus, Polk rompit les négociations et se rallia à la ligne de son parti qui réclamait « l'Oregon tout entier », jusqu'à la ligne 54°40' qui marquait la frontière avec l'Alaska. Le slogan « 54-40 ou la guerre ! » fit florès chez les démocrates. Le secrétaire d'État James Buchanan était inquiet à l'idée d'un conflit simultané avec le Mexique et la Grande-Bretagne mais Polk était prêt à courir le risque d'une guerre sur deux fronts pour en arriver à un règlement favorable aux intérêts du pays. Alors que l'année 1845 touchait à sa fin, Polk transmit son message annuel au Congrès dans lequel il demandait la permission de remettre au Royaume-Uni un préavis d'un an, comme stipulé par le traité de 1818, expliquant son intention de mettre fin à l'occupation conjointe du territoire. Dans ce message, il fit explicitement référence à la doctrine Monroe pour souligner la volonté des États-Unis de tenir les puissances européennes à l'écart des affaires du continent américain ; c'était la première fois que cette doctrine était réaffirmée de la sorte depuis sa création en 1823. Après avoir longuement débattu, le Congrès entérina la résolution en avril 1846 en espérant que le contentieux se réglerait à l'amiable.

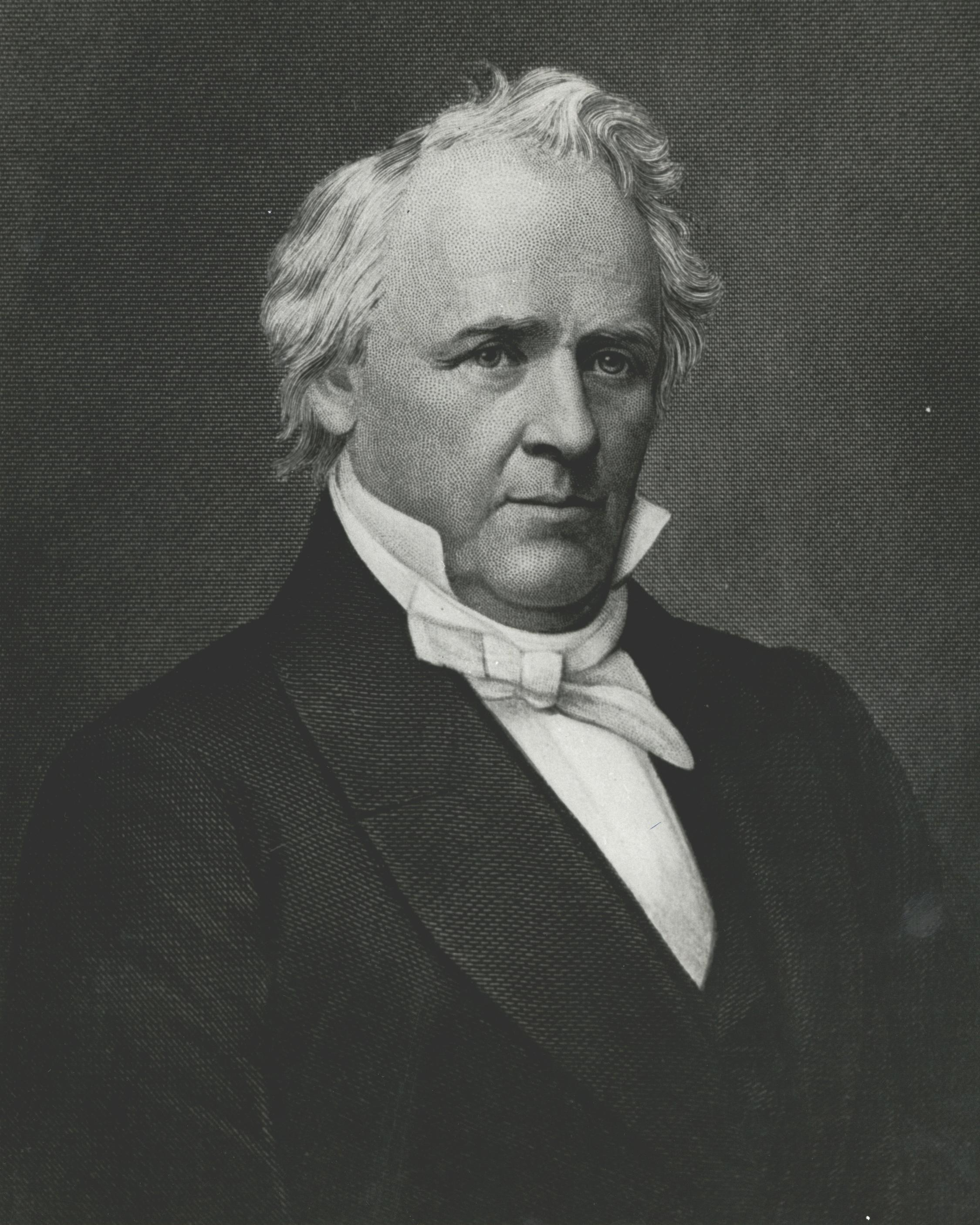
Le secrétaire d'État américain, James Buchanan, joua un rôle important lors des négociations.

Lorsque le secrétaire d'État britannique aux Affaires étrangères Lord Aberdeen eut connaissance de la proposition rejetée par Pakenham, il demanda aux États-Unis de rouvrir les négociations. La Grande-Bretagne se tournait en effet résolument vers le libre-échange avec la suppression des Corn Laws, et l'établissement de bonnes relations commerciales avec les États-Unis était plus importante pour Aberdeen que la défense d'un territoire lointain. Polk se refusa à émettre une nouvelle solution mais laissa aux Britanniques la possibilité d'effectuer une contre-offre. Sur l'insistance de Buchanan, Polk fit savoir qu'il s'engagerait à prendre les demandes britanniques en considération et à les transmettre au Sénat dans le cas où Londres proposerait un accord similaire à celui d'Everett. Les négociations avec le Royaume-Uni provoquèrent de vifs débats au Congrès. Des occidentaux comme Lewis Cass continuaient de réclamer l'intégralité de l'Oregon mais Polk devait faire face à la pression de plus en plus forte des sudistes menés par John C. Calhoun qui craignaient qu'une guerre avec la Grande-Bretagne ne menace les exportations de coton.
Après la brève chute du Premier ministre britannique Robert Peel et de son second ministère, Peel et Aberdeen entendirent coopérer de façon plus étroite avec les États-Unis dans le cadre d'une politique de réorientation au sujet du libre-échange. En mars 1846, Polk autorisa Buchanan à informer l'ambassadeur américain en Grande-Bretagne, Louis McLane, que son administration se montrerait favorable à une offre du cabinet anglais basée sur une division à hauteur du 49e parallèle. Au mois de juin, Pakenham présenta une proposition de son gouvernement visant à établir une frontière au 49e parallèle à la condition que la Grande-Bretagne puisse conserver l'île de Vancouver et des droits de navigation limités sur le fleuve Columbia. Polk et la plupart des membres de son cabinet étaient prêts à accepter l'offre mais Buchanan, dans un revirement inattendu, se déclara partisan d'une prise de contrôle total de l'Oregon par les États-Unis. Polk attribua ce revirement aux ambitions présidentielles de son secrétaire d'État. Ayant finalement reçu l'accord réticent de Buchanan et celui d'une grande partie des sénateurs de son camp, Polk envoya le traité au Sénat pour ratification. Le texte fut adopté par 41 voix contre 14, ce qui marqua le règlement définitif de la question de l'Oregon entre les États-Unis et la Grande-Bretagne. L'attitude belliqueuse de Polk à l'égard du Royaume-Uni avait fait craindre le pire mais sa dureté dans la conduite des négociations diplomatiques avait permis d'obtenir de la part des Britanniques un certain nombre de concessions — notamment à propos du fleuve Columbia — qu'un président plus conciliateur n'aurait peut-être pas réussi à acquérir.

### Annexion du Texas
La république du Texas avait obtenu son indépendance vis-à-vis du Mexique à la suite de la révolution texane de 1836. Beaucoup de Texans étaient originaires des États-Unis et la proposition qui visait à réunir le Texas au territoire américain à la suite de la révolution avait recueilli de nombreux partisans. Sitôt informé de l'élection de Polk à la présidence, le président Tyler fit pression sur le Congrès pour que celui-ci adopte une résolution commune admettant le Texas au sein de l'Union, ce qui fut fait le 28 février 1845. La première grande décision à laquelle fut confronté Polk lorsqu'il entra en fonction fut de savoir s'il devait rappeler l'émissaire envoyé par Tyler au Texas, celui-ci étant porteur d'une offre d'annexion en vertu de la résolution du Congrès. Polk était en droit de rappeler le messager mais il préféra le laisser arriver à destination dans l'espoir d'une réponse positive des Texans. Il confirma également dans ses fonctions l'ambassadeur des États-Unis au Texas, Andrew Jackson Donelson, qui parvint à convaincre les dirigeants texans d'accepter l'annexion selon les termes évoqués par l'administration Tyler. L'opinion publique du Texas était favorable à l'annexion mais certains responsables texans, dont le président Anson Jones, jugeaient le processus trop rigide car ce dernier ne laissait que peu de marge à la négociation. En juillet 1845, une convention réunie à Austin valida néanmoins l'annexion du Texas, et en décembre de la même année, Polk ratifia une résolution qui faisait du Texas le 28e État de l'Union.

### Guerre américano-mexicaine

#### Origines de la guerre
La guerre américano-mexicaine fut l'une des grandes affaires de la présidence Polk. Les États-Unis avaient été le premier pays à reconnaître l'indépendance du Mexique lorsque celui-ci s'était affranchi de la tutelle espagnole en 1821, mais les relations entre Washington et Mexico se détériorèrent à partir des années 1830. Les États-Unis, de même que la France et que la Grande-Bretagne, exigeaient alors du Mexique un traité de réparations pour des actes commis à leur encontre par les autorités et les citoyens mexicains, comme l'arraisonnement de navires américains. Les deux pays se réunirent à l'occasion d'une conférence qui visait à régler le contentieux mais cela n'empêcha pas de nombreux Américains d'accuser le gouvernement mexicain de faire preuve de mauvaise foi dans les négociations. À l'inverse, les Mexicains trouvaient leurs interlocuteurs un peu trop désireux d'acquérir la Haute-Californie et dénonçaient certaines de leurs réclamations comme spécieuses ou notoirement exagérées. Les relations entre les États-Unis et le Mexique, déjà très instables, devinrent exécrables lorsque fut évoqué la possibilité de l'annexion du Texas ; Mexico n'avait en effet jamais reconnu l'établissement de la république et considérait que le Texas faisait toujours partie intégrante de son territoire. Les Texans revendiquaient la propriété de toutes les terres au nord du Río Grande alors que les Mexicains estimaient que la véritable frontière texane était délimitée plus au nord par le Rio Nueces. Les États-Unis disposaient d'une population plus de deux fois supérieure et d'une économie treize fois plus développée que celle du Mexique mais ce dernier n'avait pas l'intention de céder aux revendications des Texans, même si cela devait le conduire à une déclaration de guerre. À la suite de la ratification du traité d'annexion par le Texas en 1845, un conflit armé était perçu des deux côtés de la frontière comme de plus en plus probable. Polk se prépara à cette éventualité en envoyant au Texas une armée dirigée par le général Zachary Taylor. Celui-ci et le commodore David Conner de l'U.S. Navy avaient pour ordre de ne tenter aucune action offensive mais devaient cependant se tenir prêt en cas de déclenchement des hostilités.
En plus de ses ambitions sur le Texas, Polk craignait que les Britanniques ou une autre puissance européenne ne prennent le contrôle de la Californie si celle-ci restait aux mains des Mexicains et il espérait qu'une démonstration de force des troupes de Taylor et de Conner inciterait le gouvernement mexicain à négocier. À la fin de l'année 1845, Polk envoya le diplomate John Slidell à Mexico afin d'obtenir la cession de la Californie contre le versement d'une somme comprise entre 20 et 40 millions de dollars. Slidell arriva dans la capitale mexicaine au mois de décembre. Le président mexicain José Joaquín de Herrera était ouvert aux négociations mais les créances de Slidell furent rejetés par son conseil de gouvernement. À la même époque, Herrera fut renversé en grande partie à cause de son incapacité à négocier avec les États-Unis et le projet de mise en vente de larges portions du territoire mexicain avaient suscité la colère des élites et de la population du pays. Herrera fut remplacé par le général Mariano Paredes y Arrillaga qui lança la rédaction d'une nouvelle constitution. Les négociations entreprises avec un gouvernement aussi instable ayant peu de chances d'aboutir, le secrétaire à la Guerre Marcy ordonna au général Taylor de se porter sur le Río Grande. Polk soutenait quant à lui en secret un nouveau gouvernement potentiel que dirigerait un Mexicain exilé, le général Antonio López de Santa Anna, dans l'espoir que celui-ci serait plus favorable à céder des portions de la Californie aux Américains. Polk avait été informé par Alejandro Atocha, un conseiller de Santa Anna, que seule la menace d'une guerre donnerait au gouvernement mexicain la marge de manœuvre nécessaire à la revente d'une partie des possessions mexicaines.

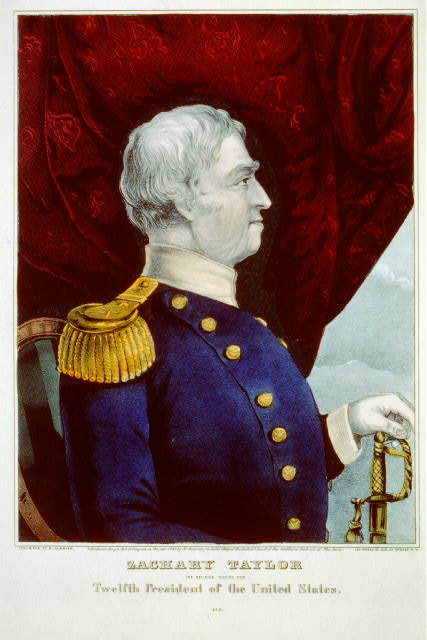
Le général Zachary Taylor fut chargé du commandement des troupes américaines sur le Río Grande.

En mars 1846, Slidell quitta le Mexique, le gouvernement ayant refusé de le recevoir en audience. Slidell fut de retour à Washington au mois de mai où il annonça que les négociations avec les Mexicains se solderaient vraisemblablement par un échec. Polk prit le traitement infligé à son diplomate comme une insulte, « une raison suffisante pour faire la guerre », et il se prépara à demander au Congrès de déclarer officiellement la guerre au Mexique. Simultanément, à la fin du mois de mars, le général Taylor avait atteint le Río Grande et son armée campait sur les bords du fleuve non loin de Matamoros. En avril, le général mexicain Pedro de Ampudia demanda à Taylor de retourner sur le Rio Nueces mais Taylor refusa et entama le blocus de Matamoros. Une escarmouche sur la rive nord du Río Grande vit la mort ou la capture de plusieurs douzaines de soldats américains ; cet affrontement mineur devint connu sous le nom d'affaire Thornton. Alors que l'administration américaine était sur le point de solliciter une déclaration de guerre, le président Polk fut informé de l'ouverture des hostilités sur le Río Grande. Dans un message adressé au Congrès, Polk justifia sa décision d'envoyer Taylor sur le Río Grande et déclara que l'armée mexicaine, en franchissant le fleuve, avait envahi le territoire des États-Unis. Il affirma que le pays était d'ores et déjà dans un état de guerre et il demanda au Congrès de lui donner la possibilité d'y mettre un terme. Le discours de Polk avait été arrangé de manière à présenter la guerre comme une légitime défense du pays face à un État voisin au comportement perturbateur. Dans son message, Polk déclara que Slidell s'était rendu au Mexique afin d'obtenir la reconnaissance de l'annexion du Texas par le gouvernement mexicain mais il évita de mentionner que cette ambassade avait également eu pour but de négocier l'achat de la Californie.
Certains whigs, à l'exemple d'Abraham Lincoln, mirent en doute la version des événements donnée par Polk mais la Chambre approuva néanmoins à une écrasante majorité la résolution qui autorisait le président à lever 50 000 volontaires. Au Sénat, les opposants à la guerre menés par Calhoun contestèrent également les motifs invoqués par Polk dans son discours mais le texte voté à la Chambre fut adopté par le Sénat par 40 voix contre 2, ce qui marqua officiellement le début de la guerre américano-mexicaine. La plupart de ceux qui s'étaient opposés à la guerre avaient voté en faveur de la résolution pour ne pas voir leur carrière politique entachée par ce qui pouvait être perçu comme un manque de patriotisme et une volonté de ne pas participer à l'effort de guerre national.

#### Déroulement du conflit
- Territoire disputé
- Territoire des États-Unis, 1848
- Territoire mexicain, 1848
- Après le traité de Guadalupe Hidalgo

Territoire disputé
Territoire des États-Unis, 1848
Territoire mexicain, 1848
Après le traité de Guadalupe Hidalgo Carte générale des opérations lors de la guerre américano-mexicaine.

En mai 1846, Taylor conduisit les forces américaines lors de l'indécise bataille de Palo Alto, la première grande bataille de la guerre. Le jour suivant, il remporta la bataille du Resaca de la Palma qui élimina la possibilité d'une incursion mexicaine sur le territoire américain. Dans le même temps, Winfield Scott, qui était le seul major général en poste dans l'armée des États-Unis au début de la guerre, se vit offrir la position de commandant en chef. Polk, le secrétaire à la Guerre Marcy et Scott s'accordèrent sur une stratégie qui visait à s'emparer du nord du Mexique afin de parvenir à un accord de paix favorable avec les Mexicains. Cependant, la mésentente entre Polk et Scott fut immédiate, une situation qui était notamment due au fait que Scott était proche du Parti whig et qu'il avait été un rival d'Andrew Jackson. En outre, Polk voulait s'assurer que les commandements à responsabilités soient équitablement répartis entre whigs et démocrates et il fut ulcéré lorsqu'il apprit que Scott pensait différemment ; Scott agaça également le président en s'opposant à ses tentatives d'augmenter le nombre de généraux. En profond désaccord avec Scott, Polk lui ordonna de rester à Washington et chargea Taylor du commandement des opérations sur le front mexicain. Il demanda aussi au commodore Conner de favoriser le retour de Santa Anna au Mexique et envoya un corps expéditionnaire dirigé par Stephen W. Kearny sur Santa Fe.
En 1845, Polk, dans la crainte d'une intervention française ou britannique, dépêcha en Californie le lieutenant Archibald H. Gillespie (en) avec pour mission de fomenter une rébellion pro-américaine destinée à justifier l'annexion du territoire. Après s'être entretenu avec Gillespie, le capitaine John Charles Frémont mena un groupe de colons au nord de la Californie afin de chasser la garnison mexicaine de Sonoma. En août 1846, les troupes américaines de Kearny occupèrent Santa Fe, capitale de la province du Nouveau-Mexique. Le gouverneur mexicain, Manuel Armijo (en), avait quitté la province et Kearny put entrer dans la ville sans tirer un seul coup de feu. Approximativement à la même période, le commodore Robert Field Stockton débarqua à Los Angeles et proclama que la Californie appartenait désormais au gouvernement fédéral. Une révolte fut réprimée par les forces américaines et les États-Unis contrôlaient à présent deux provinces du nord du Mexique. Toutefois, le théâtre occidental du conflit dégénéra en un véritable casse-tête politique pour Polk après qu'une dispute entre Frémont et Kearny ait été à l'origine d'une brouille entre Polk et l'influent sénateur du Missouri Thomas Hart Benton, qui était aussi le beau-père de Frémont.

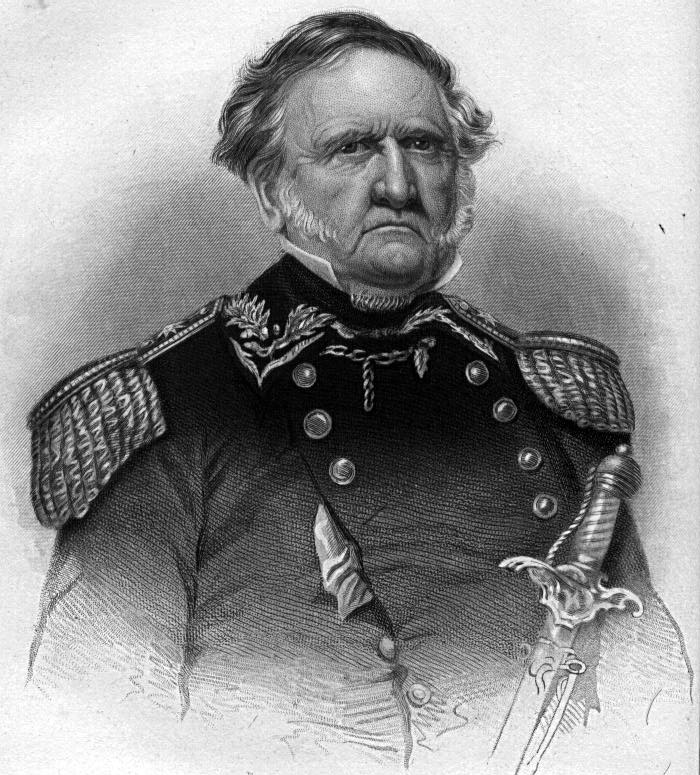
Le général Winfield Scott commanda l'attaque sur Veracruz.

À ses débuts, le conflit rencontra une large approbation au sein de la population américaine. Cependant, un membre whig du Congrès, Columbus Delano, accusa Polk d'avoir provoqué les hostilités et l'opposition whig à la guerre se fit de plus en plus forte. En août 1846, lorsque Polk demanda au Congrès de lui accorder 2 millions de dollars en guise d'acompte pour un éventuel achat de la Californie, l'opposition à la guerre s'enflamma car Polk n'avait jamais rendu public son désir d'annexer partiellement le Mexique (en dehors des territoires réclamés par le Texas). Un démocrate de Pennsylvanie fraîchement élu, David Wilmot, proposa un amendement à la loi afin de bannir l'esclavage de tout territoire nouvellement acquis. La clause Wilmot, ainsi qu'elle devint connue, introduisit la question de l'esclavage dans le conflit américano-mexicain. La loi d'appropriation, à laquelle était rattachée la clause Wilmot, fut votée à la Chambre par 87 voix contre 64 mais échoua au Sénat. Les bruyantes réticences à la guerre et la montée en puissance des débats autour de l'esclavage jouèrent contre les démocrates qui perdirent le contrôle de la Chambre lors des élections législatives de 1846. Polk parvint toutefois au début de l'année 1847 à faire adopter une loi qui autorisait la levée de nouveaux régiments et il obtint également satisfaction au sujet des fonds demandés pour l'achat de la Californie.
En juillet 1846, Alexander Slidell Mackenzie rencontra Santa Anna au nom du gouvernement américain et lui exposa que les États-Unis étaient prêts à payer pour acquérir la baie de San Francisco et plusieurs autres portions de la Haute-Californie. Santa Anna rentra à Mexico en septembre 1846 mais déclara qu'il combattrait les Américains. La duplicité de Santa Anna ayant été ainsi révélée au grand jour, et les Mexicains ayant par ailleurs repoussé ses offres de paix, Polk ordonna un débarquement militaire à Veracruz, le plus important des ports mexicains situé dans le golfe du Mexique. Lors de la bataille de Monterrey qui eut lieu en septembre 1846, Taylor défit une armée mexicaine commandée par Ampudia mais autorisa ce dernier à se retirer, à la consternation de Polk. Taylor reçut l'ordre de rester à proximité de Monterrey et Polk se résigna à faire appel à Winfield Scott pour superviser l'attaque sur Veracruz. Le dissentiment de Polk à l'égard de Scott n'avait pas désamorcé mais Marcy et les autres membres du cabinet avaient le pas sur le président pour sélectionner le plus ancien général de l'armée au commandement des troupes. Alors qu'une marche de Monterrey à Mexico était rendue impossible par l'état du terrain, Polk décida qu'un corps expéditionnaire américain débarquerait à Veracruz et marcherait ensuite sur la capitale mexicaine. En mars 1847, Polk apprit néanmoins que Taylor avait désobéi aux ordres et avait repris sa progression vers le Sud, capturant la ville de Saltillo dans le nord du pays. Lors de la bataille de Buena Vista, Taylor infligea une sérieuse défaite à l'armée mexicaine de Santa Anna, pourtant supérieure en nombre. Taylor fut félicité pour sa victoire mais les opérations dans ce secteur s'étaient globalement révélées peu concluantes et Polk considérait qu'elles n'avaient pas eu une grande influence sur le déroulement de la guerre. Pendant que Taylor se mesurait à Santa Anna, Scott débarqua à Veracruz et prit rapidement le contrôle de la cité. À la suite de ce succès, Polk envoya Nicholas Trist, clerc du département d'État, pour négocier un traité de paix avec les dirigeants mexicains. Trist avait pour consigne de réclamer la cession de la Haute et Basse Californie, celle du Nouveau-Mexique, la reconnaissance du Río Grande comme la frontière sud avec le Texas et un accès américain à l'isthme de Tehuantepec. Trist était autorisé à verser un dédommagement de 30 millions de dollars en échange de ces concessions.

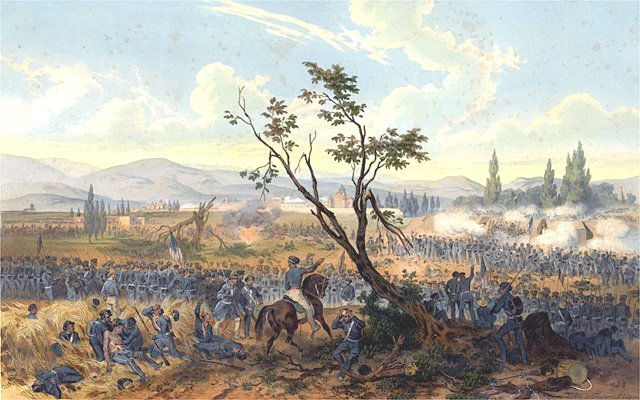
La bataille de Churubusco, remportée par Scott le 23 août 1847.

En avril 1847, Scott vainquit une première fois Santa Anna à la bataille de Cerro Gordo. Cette victoire décisive ouvrait la route de Mexico aux troupes américaines. Au mois d'août, Scott battit Santa Anna par deux fois, à la bataille de Contreras puis à la bataille de Churubusco. Ayant ainsi triomphé de forces supérieures, l'armée de Scott était en mesure d'assiéger la capitale mexicaine. Santa Anna se vit accorder une trêve et le ministre mexicain des Affaires étrangères prévint Trist que son gouvernement était prêt à entamer des négociations. Cependant, les délégations des deux camps ne parvinrent pas à s'entendre sur les termes car le Mexique ne voulait concéder que partiellement la Haute Californie et refusait de reconnaître la frontière texane à hauteur du Río Grande. Les discussions étaient toujours en cours lorsque les troupes de Scott s'emparèrent de la capitale mexicaine à l'issue de la bataille de Mexico. Un violent débat fit surface aux États-Unis afin de déterminer la portion de territoire mexicain qui devait être annexé par les États-Unis ; les whigs comme Henry Clay estimaient que les revendications américaines devaient se limiter à la question de la frontière texane mais certains expansionnistes étaient partisans d'une annexion totale du Mexique. Exaspéré par la lenteur des tractations et troublé par les rumeurs qui affirmaient que Trist était disposé à faire des concessions au sujet de la frontière sur le Río Grande, Polk ordonna à Trist de regagner Washington. Polk était décidé à occuper une grande partie du territoire mexicain et il attendit une offre de paix de ses adversaires. À la fin de l'année 1847, Polk apprit que Scott et Trist avaient tenté de corrompre les représentants mexicains afin d'ouvrir les négociations et qu'un de ses amis, Gideon Johnson Pillow, avait été traduit en cour martiale sur ordre de Scott. Particulièrement scandalisé par ce dernier événement, Polk rappela Scott et le remplaça par William Orlando Butler.

#### Traité de Guadalupe Hidalgo
En septembre 1847, Manuel de la Peña y Peña succéda à Santa Anna en tant que président du Mexique. Peña et ses alliés appartenaient au camp modéré et ils manifestèrent leur intention de négocier dans les meilleurs délais selon les termes convenus par l'administration Polk. Le mois suivant, Trist fut rappelé à Washington. Après une période d'indécision, et avec l'aval de Scott et du gouvernement mexicain, Trist décida d'entrer en négociation avec les autorités à Mexico. Polk n'avait en effet prévu personne pour le remplacer et Trist pensait qu'il ne pouvait pas rater l'opportunité de mettre fin à la guerre dans des conditions favorables. Polk fut outré du procédé mais laissa néanmoins le temps nécessaire à Trist pour essayer d'élaborer un traité.
Tout au long du mois de janvier 1848, Trist s'entretint régulièrement avec des représentants mexicains à Guadalupe Hidalgo, une petite ville au nord de Mexico. Trist était prêt à laisser la Basse-Californie au Mexique mais marchanda avec succès la cession d'une partie de la Haute-Californie et surtout de l'importante cité portuaire de San Diego. La délégation mexicaine accepta de reconnaître la frontière sur le Río Grande alors que Trist abandonna les revendications américaines antérieures à la guerre. Les clauses qui devaient composer le futur traité comprenaient en outre le droit pour les citoyens mexicains résidant dans des territoires annexés par les États-Unis de partir ou de prendre la nationalité américaine, la protection des biens ecclésiastiques et le versement de 15 millions de dollars au Mexique. Les troupes fédérales devaient également lutter contre les raids indiens transfrontaliers. Le traité de Guadalupe Hidalgo fut ratifié par Trist et la délégation mexicaine le 2 février 1848 et le document fut transmis au président Polk le 19 du même mois. Polk était toujours en colère contre Trist pour avoir désobéi à ses ordres mais il n'en valida pas moins les termes du traité avec la majorité de son cabinet. Seuls Buchanan, qui espérait davantage de gains territoriaux, et le secrétaire au Trésor Walker, qui réclamait l'annexion pure et simple du Mexique, désapprouvèrent le texte. Polk avait également envisagé une expansion territoriale plus importante mais il fut tout même assez satisfait des concessions obtenues et était par-dessus tout empressé de mettre un terme au conflit.

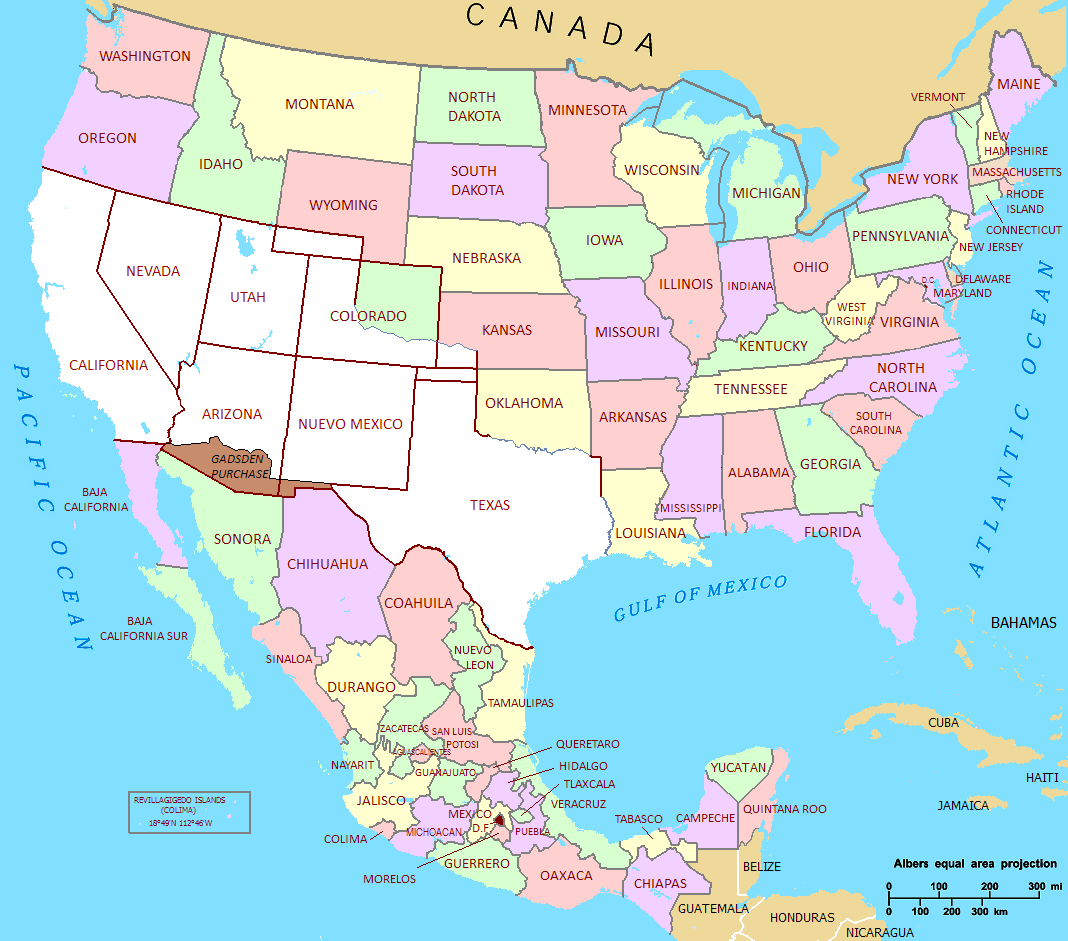
Carte des territoires cédés par le Mexique : la cession mexicaine figure en blanc, l'achat Gadsden en marron.

Le traité fut envoyé au Sénat où il devait encore rassembler une majorité des deux tiers pour être ratifié, ce qui était pour le moins incertain car plusieurs sénateurs, et notamment ceux qui ne voulaient pas de l'annexion d'un quelconque territoire mexicain, se déclarèrent opposés au texte. Le 10 mars, le Sénat donna finalement son accord au traité par 38 voix contre 14, les votes pour ou contre étant répartis indépendamment de toute considération géographique ou partisane. Le Sénat avait apporté quelques modifications au traité avant ratification et Polk craignait que cette nouvelle version soit rejetée par le gouvernement mexicain. En définitive, le président fut informé le 7 juin que Mexico avait à son tour ratifié le traité, ce qui mit fin à la guerre. Avec l'acquisition de la Californie, Polk pouvait se targuer d'avoir respecté ses quatre grands engagements de la campagne présidentielle.
La cession mexicaine donna aux États-Unis le contrôle d'un immense territoire de 1 500 000 km2, dont une importance façade littorale sur le Pacifique. Les terres récupérées sur le Mexique représentaient la totalité des États actuels de Californie, du Nevada et de l'Utah, une majorité de l'Arizona ainsi que d'une partie du Colorado, du Nouveau-Mexique et du Wyoming. Le traité reconnaissait par ailleurs l'annexion du Texas et la domination américaine sur le territoire compris entre le Rio Nueces et le Río Grande. Le Mexique reçut en guise de dédommagement la somme de 15 millions de dollars. Cette guerre avait coûté la vie à 14 000 Américains et 25 000 Mexicains ainsi qu'approximativement 100 millions de dollars au budget fédéral,.
Polk annonça officiellement la fin des hostilités le 4 juillet 1848. Sa tâche n'était toutefois pas encore terminée car il fallait désormais établir des gouvernements territoriaux dans les nouvelles possessions américaines, ce qui n'alla pas sans difficultés en raison des divisions que suscitaient la question de l'esclavage. Le compromis du Missouri, en interdisant cette pratique au nord de la latitude 36°30', avait réglé le problème posé par l'extension de l'esclavage dans les régions acquises lors de la vente de la Louisiane et Polk voulait étendre cette limite aux nouveaux territoires. Il soutint ainsi la loi d'organisation territoriale du sénateur John M. Clayton qui interdisait l'esclavage dans l'Oregon mais ne se prononçait pas sur le statut de la Californie et du Nouveau-Mexique. La loi fut votée par le Sénat mais l'opposition d'un groupe de parlementaires mené par le représentant de Géorgie Alexander Stephens empêcha son adoption par la Chambre. Une mesure séparée qui visait à étendre le compromis du Missouri jusqu'à la côte du Pacifique fut également rejetée par la Chambre des représentants, cette fois-ci par une alliance nordiste bipartite. La dernière session législative avant l'élection de 1848 touchant à sa fin, Polk ratifia l'unique projet de loi territoriale voté par le Congrès, donnant naissance au territoire de l'Oregon et y prohibant l'esclavage. Polk pensait que l'échec d'une administration organisée au Nouveau-Mexique et surtout en Californie conduirait ces deux régions éloignées à proclamer leur indépendance, ce qu'il voulait à tout prix éviter. Lorsque le Congrès se réunit à nouveau en décembre, le président s'attacha à octroyer le plus rapidement possible un statut à la Californie, contournant par la même occasion la clause Wilmot. Cependant, les divisions qui régnaient au sujet de l'esclavage empêchaient le passage d'une telle loi et Polk quitta la présidence sans savoir si les territoires de l'Ouest acquis durant son mandat resteraient ou non dans le giron américain.

### Autres initiatives
L'ambassadeur de Polk en Nouvelle-Grenade, Benjamin Alden Bidlack (en), négocia le traité Mallarino-Bidlack avec le gouvernement néo-grenadin. Au départ, Bidlack avait pour objectif d'obtenir la suppression des droits de douane sur les produits américains mais il s'entendit avec le ministre des Affaires étrangères de Nouvelle-Grenade Manuel María Mallarino sur un accord plus large qui renforçait les liens commerciaux et militaires entre les deux pays. Le traité autorisait également la construction du Panama Railway qui assurait une liaison directe entre les côtes Est et Ouest des États-Unis à une époque où les moyens de transport rapides étaient encore peu développés. En échange, Bidlack promit que les États-Unis garantiraient la souveraineté de la Nouvelle-Grenade sur l'isthme de Panama. Le traité fut ratifié par les deux pays en 1848 et contribua à accroître l'influence américaine dans la région, ce qui était le but recherché car l'administration Polk ne voulait pas d'une domination britannique en Amérique centrale. Le traité Mallarino-Bidlack servit par la suite de justification à un certain nombre d'interventions militaires des États-Unis au cours du XIXe siècle.
Au milieu de l'année 1848, le président Polk autorisa son ambassadeur en Espagne, Romulus M. Saunders (en), à négocier l'achat de Cuba à l'Espagne pour la somme, considérable pour l'époque, de 100 millions de dollars. Cuba étant une terre d'esclavage proche des côtes américaines, le projet fut encouragé par les sudistes mais fut en revanche froidement accueilli dans le Nord. L'Espagne tirait néanmoins de substantiels profits de l'exploitation de Cuba (sucre, mélasse, rhum, tabac) et le gouvernement espagnol rejeta l'offre de Saunders. Polk fut contrarié mais refusa d'apporter son soutien à l'expédition armée de Narciso López, un aventurier vénézuélien qui projetait d'annexer Cuba par la force.

## Politique intérieure

### Réforme bancaire

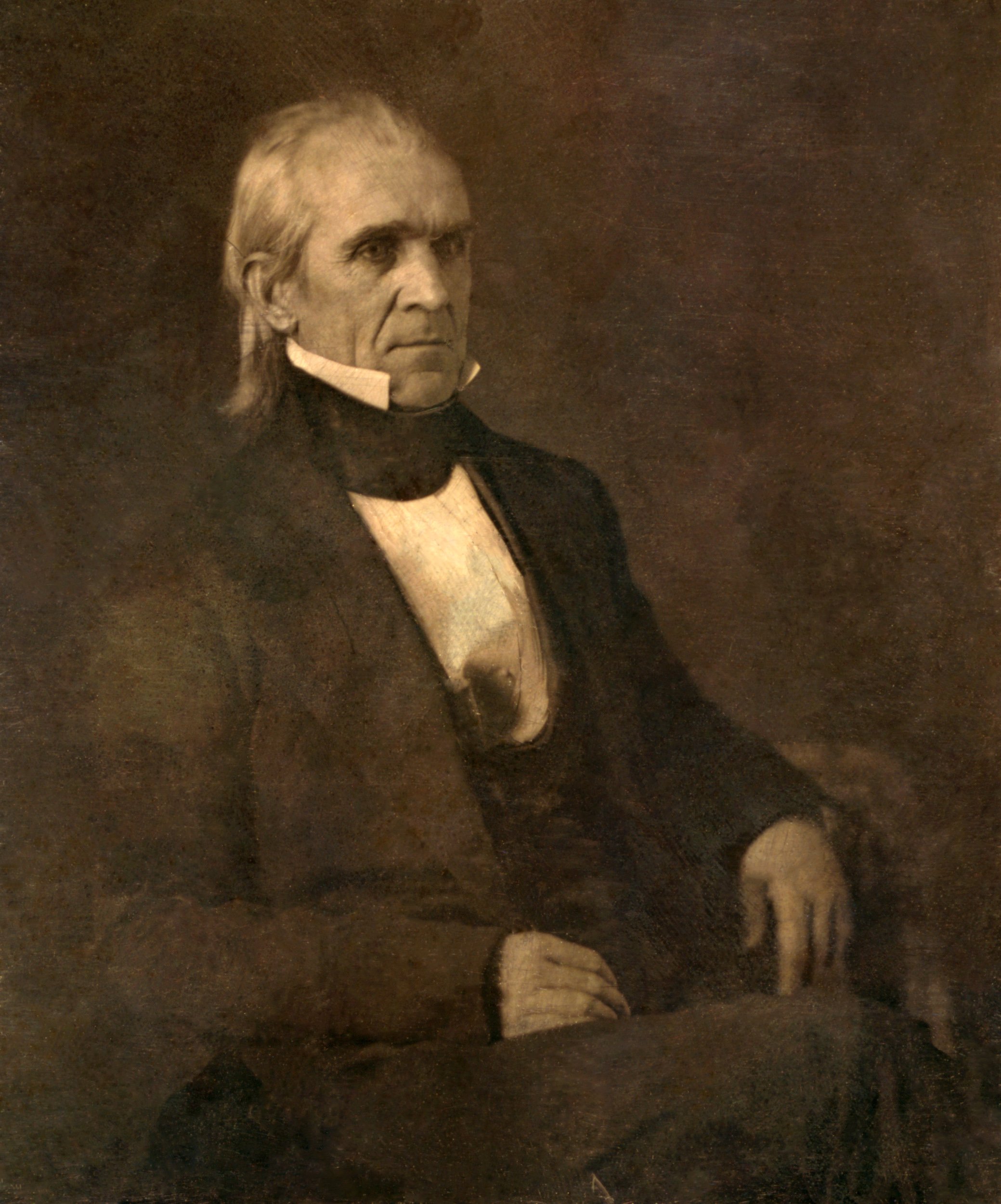
Le président James K. Polk en 1849.

Dans son discours d'investiture, Polk avait appelé le Congrès à rétablir le système de trésorerie indépendante dans lequel les fonds fédéraux étaient détenus par le Trésor et non par les banques ou d'autres institutions financières. Le président Van Buren avait auparavant établi un système similaire mais celui-ci avait été aboli par l'administration Tyler. Après s'être personnellement assuré du soutien du sénateur Dixon Lewis (en), président du comité des finances du Sénat, Polk parvint à faire voter l’Independant Treasury Act au Congrès et le ratifia le 6 août 1846. Cette loi prévoyait que les recettes publiques seraient détenues dans le bâtiment du Trésor et dans les sous-trésoreries de diverses villes, séparément des banques privées et des banques fédérales. Ce système demeura inchangé jusqu'à la mise en place du Federal Reserve Act en 1913.

### Droits de douane
Une autre décision importante de Polk en matière de politique intérieure fut d'abaisser les droits de douane, car Polk estimait que ceux-ci devaient être ajustés en fonction des besoins du gouvernement fédéral. Bien qu'il eût tenu une position ambivalente sur cette question lors de la campagne de 1844 afin de s'attirer l'électorat du Nord, Polk était traditionnellement opposé à des droits de douane élevés et considérait la protection des intérêts manufacturiers comme injuste à l'égard des autres domaines d'activités. En conséquence, Polk chargea son secrétaire du Trésor Robert J. Walker d'élaborer un nouveau tarif moins élevé que le président fit soumettre à l'approbation du Congrès. 
Après une intense campagne de lobbying dans les deux camps, le texte fut voté par la Chambre des représentants et, à l'issue d'une consultation très serrée qui nécessita l'arbitrage du vice-président Dallas, fut définitivement adopté par le Sénat. En 1846, Polk avalisa sous forme de loi le Walker Tariff qui réduisait substantiellement les taux fixés par le Black Tariff de 1842. Les taux ad valorem étaient ainsi abandonnés au profit de taux fixés indépendamment de la valeur monétaire du produit. Cette réduction des droits de douane fut bien accueillie dans le Sud et à l'Ouest du pays mais suscita la colère des protectionnistes du Nord, particulièrement en Pennsylvanie. La baisse des droits de douane aux États-Unis, conjuguée avec la suppression des Corn Laws en Grande-Bretagne, entraîna une recrudescence des échanges commerciaux entre les deux pays.

### Esclavage
Polk, tout comme Jackson, considérait que la question de l'esclavage était d'une importance secondaire comparés aux enjeux bien plus importants que représentaient l'expansion territoriale et la politique économique. L'esclavage devint cependant un thème de plus en plus clivant dans les années 1840 et la politique expansionniste de Polk contribua à aggraver ces divisions. Le président lui-même était vu par de nombreux abolitionnistes comme un instrument du Slave Power et ces derniers affirmaient que l'extension de l'esclavage était la raison pour laquelle il avait soutenu l'annexion du Texas et plus tard la guerre avec le Mexique. Le 8 août 1846, deux mois après le début du conflit américano-mexicain, le représentant démocrate de Pennsylvanie David Wilmot introduisit une clause qui préconisait de bannir l'esclavage des éventuels territoires soustraits au Mexique par les États-Unis. Polk, et avec lui de nombreux sudistes, s'opposèrent à cette mesure qui fut adoptée par la Chambre avant d'échouer au Sénat. Polk était à la place partisan d'une extension du compromis du Missouri jusqu'à l'océan Pacifique ; une telle extension aurait rendu légale la pratique de l'esclavage à hauteur de la latitude 36°30' à l'ouest du Missouri et illégale au-delà. Bien qu'opposé à la clause Wilmot, Polk dénonça également l'agitation des sudistes sur le sujet et il accusa aussi bien les dirigeants du Nord que ceux du Sud d'instrumentaliser le débat autour de l'esclavage à des fins politiques.

### Ruée vers l'or

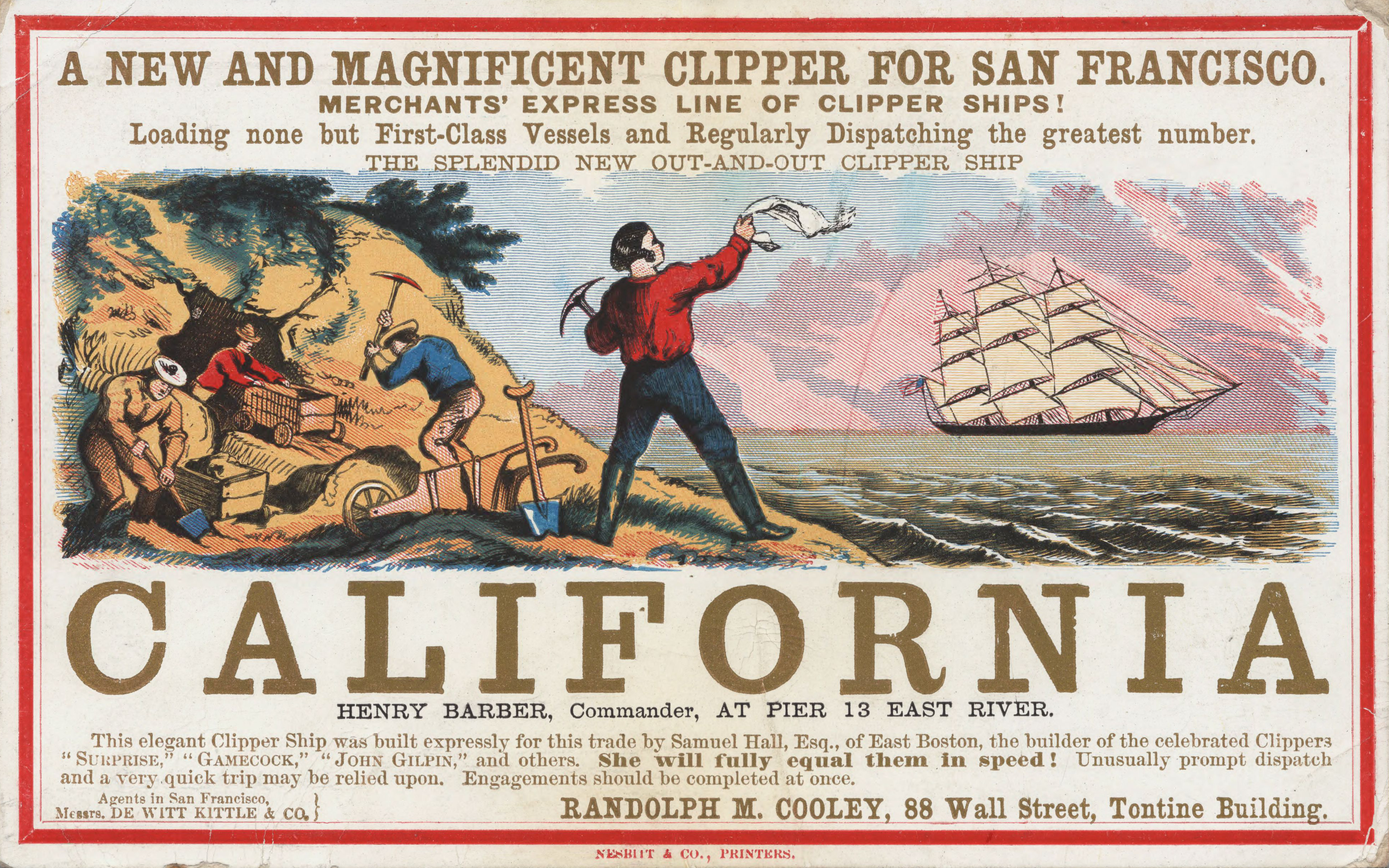
La ruée vers l'or en Californie commença sous la présidence de Polk.

La confirmation que de l'or avait été découvert en Californie arriva à Washington peu après l'élection de 1848, date à laquelle Polk, qui n'avait pas souhaité se représenter pour un second mandat, était devenu un « canard boiteux ». Il fut néanmoins enchanté par la découverte car elle mettait en avant le bien-fondé de sa politique expansionniste et il mentionna à plusieurs reprises cet événement dans son dernier message annuel au Congrès, au mois de décembre. Très vite, des échantillons d'or arrivèrent à Washington et Polk adressa un message spécial au Congrès à ce sujet. La déclaration du président incita un grand nombre de personnes, Américains ou étrangers, à venir s'installer en Californie, contribuant ainsi à déclencher la « ruée vers l'or ». Cette dernière permit d'injecter de larges quantités d'or dans l'économie américaine et contribua ainsi à réduire la pénurie de pièces métalliques sur le long terme. En partie à cause de cet afflux d'or, les whigs furent incapables d'obtenir un soutien populaire en faveur de la renaissance d'une banque nationale, même après le départ de Polk.

### Développement du pays

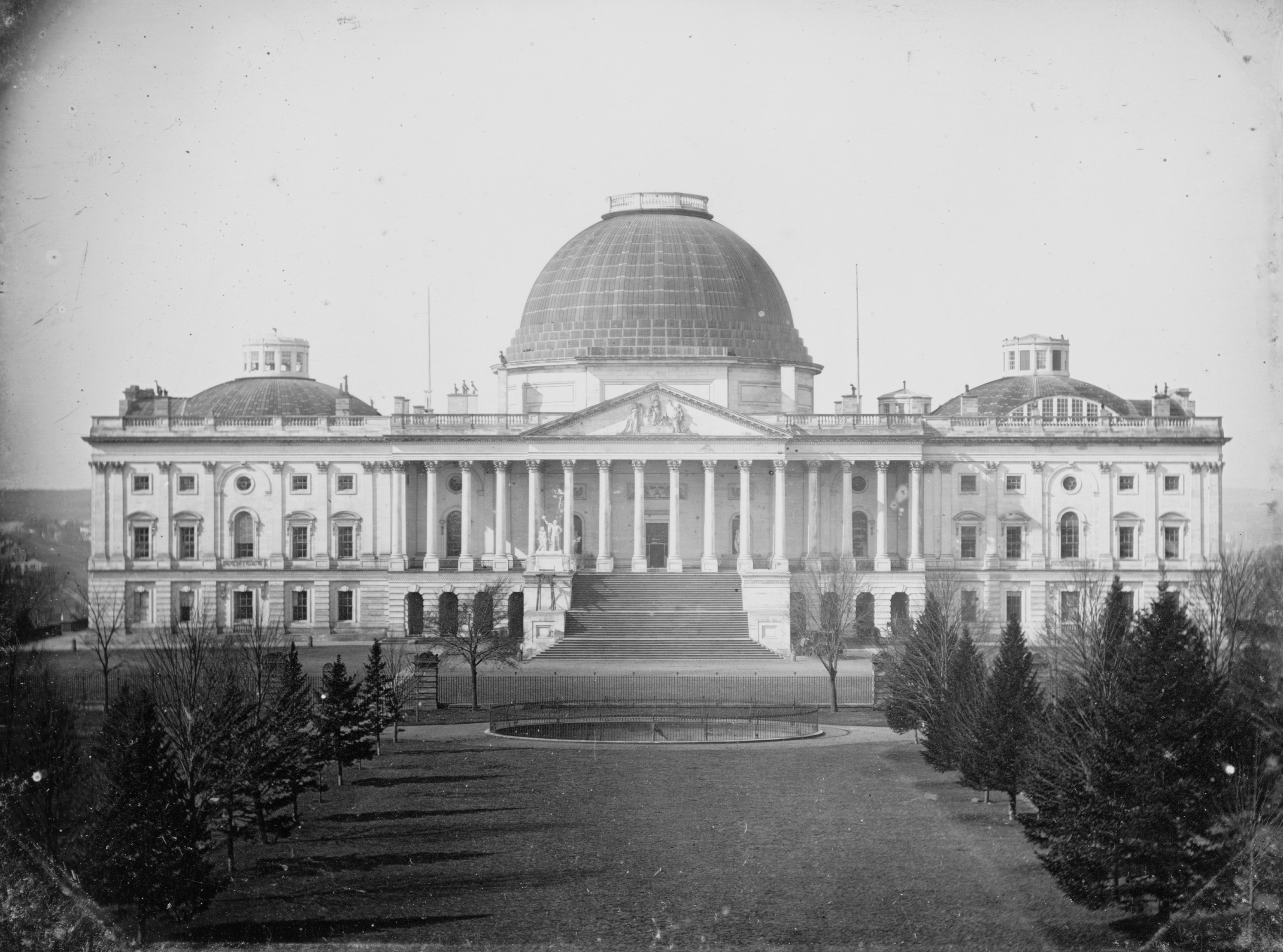
Le Capitole en 1846.

Le Congrès vota en 1846 la Rivers and Harbors Bill qui allouait un budget de 500 000 dollars afin de moderniser les infrastructures des fleuves et des ports, mais Polk mit son veto à la loi. Les travaux dans les petits ports auraient en effet été financé par le gouvernement fédéral, ce que Polk jugeait contraire à la Constitution car cela revenait à privilégier certaines zones et notamment les ports qui n'étaient pas impliqués dans le commerce international. Le président estimait que ces problèmes étaient du ressort des États et craignait que l'adoption de la Rivers and Harbors Bill n'encourage les membres du Congrès à négocier des faveurs pour leur district d'origine, une forme de corruption qui selon lui portrait atteinte aux vertus républicaines. Il suivait en cela les préceptes de son mentor Andrew Jackson qui en 1830 avait mis son veto à la Maysville Road Bill pour des raisons similaires.
Le volume des correspondances augmenta fortement sous la présidence de Polk, mais le coût de cet accroissement pour le gouvernement fédéral fut compensé par l'introduction du timbre postal. Auparavant, les destinataires ne payaient qu'après réception du courrier, ce qui faisait que le service des postes ne percevait rien lorsque le destinataire ne pouvait être trouvé. Avec la mise en circulation du timbre postal prépayé, l'administration était sûre d'être rétribuée en toute circonstance. Le ministre des Postes Cave Johnson fit également recruter 13 500 nouveaux fonctionnaires issus des rangs du Parti démocrate, conformément au principe du « système des dépouilles ».
Le mandat présidentiel de Polk vit également la création de nouvelles institutions, à commencer par l'école navale (renommée « académie navale » en 1850) sous l'impulsion du secrétaire à la Marine George Bancroft ; son ouverture en octobre 1845 constitua, selon l'historien Mark Byrnes, une « étape cruciale dans la professionnalisation de la marine américaine ». Le 10 août 1846, le président promulgua une loi créant la Smithsonian Institution, dont l'origine remontait à un don fait par un scientifique britannique, James Smithson, au gouvernement américain pour aider à la diffusion du savoir. Enfin, quelques mois avant la fin de son mandat, débuta la construction du Washington Monument : après avoir validé l'emplacement choisi, Polk assista à la pose de la première pierre le 4 juillet 1848, en présence des veuves respectives de James Madison et d'Alexander Hamilton. Interrompue pour des raisons diverses à partir de 1854, l'érection du monument ne fut achevée qu'en 1884.
L'un des derniers actes de Polk en tant que président fut de ratifier la loi qui donnait naissance au département de l'Intérieur des États-Unis, le 3 mars 1849. Ce fut le premier poste de cabinet créé depuis la fondation de la République américaine. Polk était personnellement réticent à cette initiative car il estimait qu'elle empiétait sur les prérogatives des États au sein de leurs propres frontières, mais le passage de la loi dans les derniers jours de son administration ne lui laissait pas le temps nécessaire pour formuler un veto et il dut s'incliner.

## Élection présidentielle de 1848

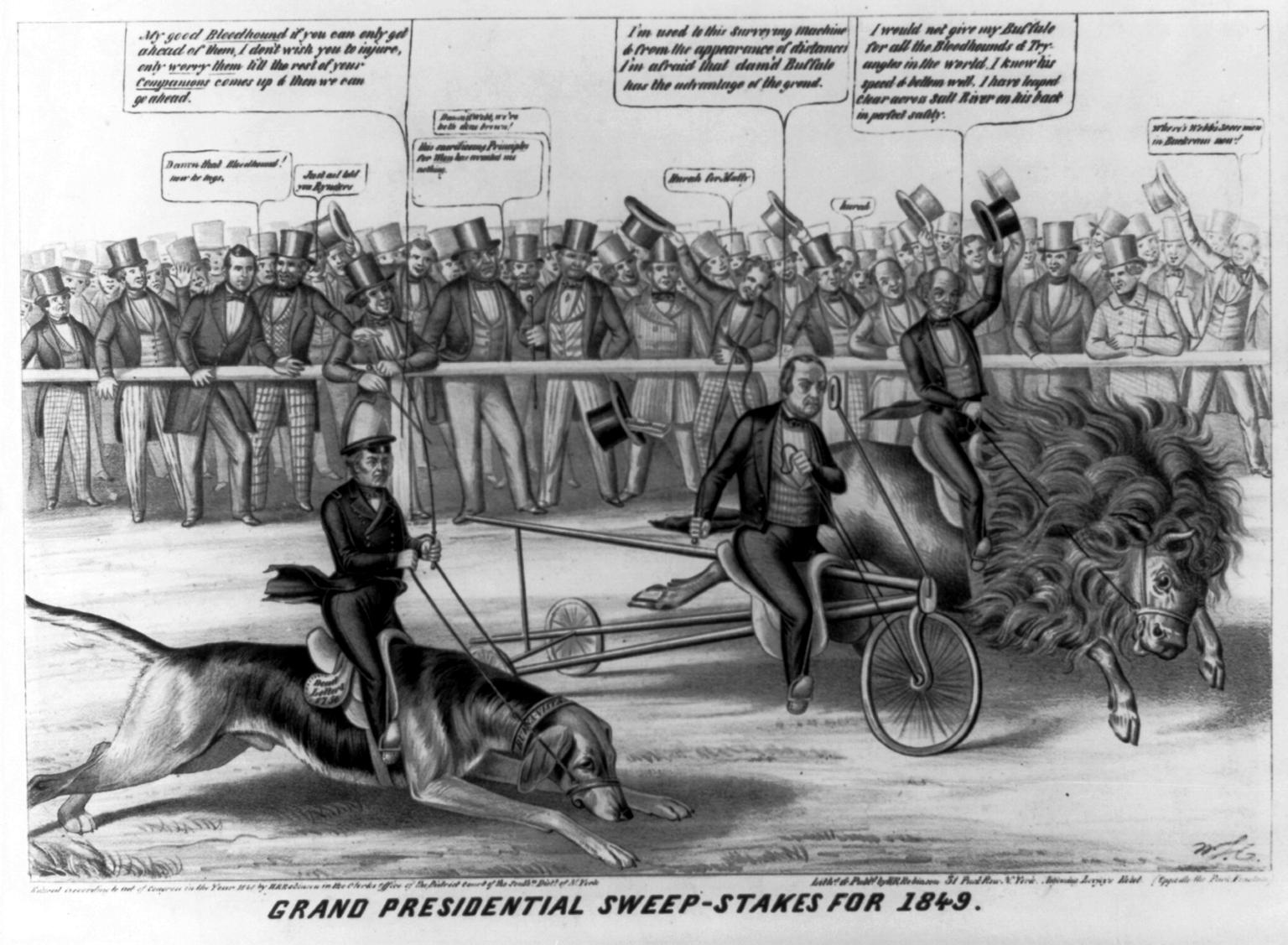
Caricature politique de l'élection de 1848 montrant les trois principaux candidats lancés dans la course à la présidence. De gauche à droite : Zachary Taylor, Lewis Cass et Martin Van Buren.

Conformément à sa promesse de campagne, Polk ne se porta pas candidat à sa réélection en 1848. Le président étant en dehors de la course, le Parti démocrate se fractura sur des lignes géographiques et les sénateurs Cass, au Nord, et Calhoun, au Sud, s'affirmèrent très vite comme les principaux candidats. L'ancien président Martin Van Buren conservait également une forte assise populaire chez les électeurs du Nord-Est. Polk soutenait Cass en privé mais refusa de s'impliquer davantage dans l'élection. Lors de la convention nationale démocrate de 1848, qui s'étendit du 22 au 25 mai, un message de Polk réitérait son refus absolu de briguer un second mandat. James Buchanan, le sénateur du Michigan Lewis Cass et le juge de la Cour suprême Levi Woodbury émergèrent comme les concurrents les plus sérieux. Cass prit la tête à l'issue du premier tour de scrutin et rallia progressivement des soutiens autour de sa candidature avant de décrocher définitivement la nomination au quatrième tour. William Orlando Butler, qui avait remplacé Winfield Scott au poste de commandant en chef à Mexico, fut désigné comme candidat à la vice-présidence. De nombreux sudistes et nordistes furent cependant déçus par la nomination de Cass car ils estimaient qu'il n'était pas suffisamment impliqué sur la question de l'esclavage.
Durant la guerre américano-mexicaine, les généraux Taylor et Scott s'étaient révélés comme des candidats potentiels pour le Parti whig, de même que le sénateur Thomas Corwin, opposé à la guerre, et le chef du parti de longue date, Henry Clay. La popularité de Taylor gagna en importance à mesure que la guerre continuait et il déclara en 1847 qu'il n'excluait pas l'idée de se porter candidat à la présidence. La convention nationale whig qui se déroula le 8 juin 1848 mit aux prises Taylor, Clay, Scott et le sénateur du Massachusetts Daniel Webster. Taylor arriva en tête du premier tour juste devant Clay et parvint à rassembler suffisamment de soutiens autour de sa candidature pour décrocher la nomination au quatrième tour de scrutin. Clay déplora le choix de Taylor car ce dernier, très ambigu sur le plan idéologique, ne disposait pas d'un programme politique précis. Polk critiqua également Taylor en privé en affirmant à son sujet : « il n'est pas du tout qualifié ». Un ancien membre du Congrès originaire de l'État de New York, Millard Fillmore, fut désigné en tant que colistier.

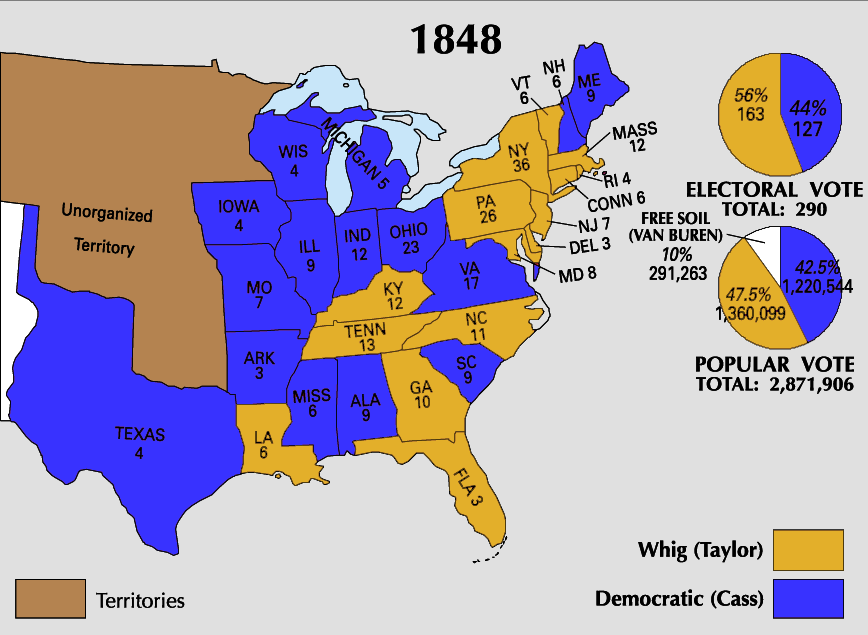
Résultats de l'élection présidentielle américaine de 1848.

Dans l'État de New York, une faction démocrate radicalement opposée à l'esclavage, connue sous le nom de Barnburners, se déclarait favorable à la clause Wilmot et refusa de soutenir Cass. Rejoints par des démocrates abolitionnistes des autres États, les Barnburners organisèrent une convention et désignèrent leur propre candidat, qui n'était autre que l'ex-président Martin Van Buren. Van Buren ne s'était pas vraiment prononcé contre l'esclavage au temps de sa présidence mais il avait finalement rejoint le camp des abolitionnistes au moment de l'élection de 1848. Polk, surpris par la volte-face de son ancien allié, s'inquiéta en outre de la division induite au sein du Parti démocrate par le groupe des Barnburners. Van Buren eut pour colistier Charles Francis Adams, Sr., le fils de l'ancien président John Quincy Adams.
En définitive, Taylor remporta l'élection avec 47,3 % du vote populaire et la majorité au sein du collège électoral, donnant aux whigs le contrôle de la présidence. Cass rassembla pour sa part 42,5 % du suffrage populaire et Van Buren 10,1 %, ce qui représentait à l'époque le score le plus élevé jamais réalisé par un troisième candidat à une élection présidentielle. Malgré un débat de plus en plus clivant sur la question de l'esclavage, Taylor et Cass remportèrent des États assez équitablement répartis entre le Nord et le Sud. Une grande partie de l'électorat de Van Buren était cependant composée de démocrates du Nord. Polk fut vivement déçu par les résultats de l'élection car il tenait Taylor pour un homme de faible jugement et de peu d'opinions. Il n'en fut pas moins « extrêmement soulagé » d'être relevé de ses devoirs publics ; il n'en profita que quelques mois puisqu'il mourut le 15 juin 1849, 103 jours seulement après son départ de la présidence, ce qui fait de lui le président américain ayant vécu le moins longtemps après la fin de son mandat.

## Héritage

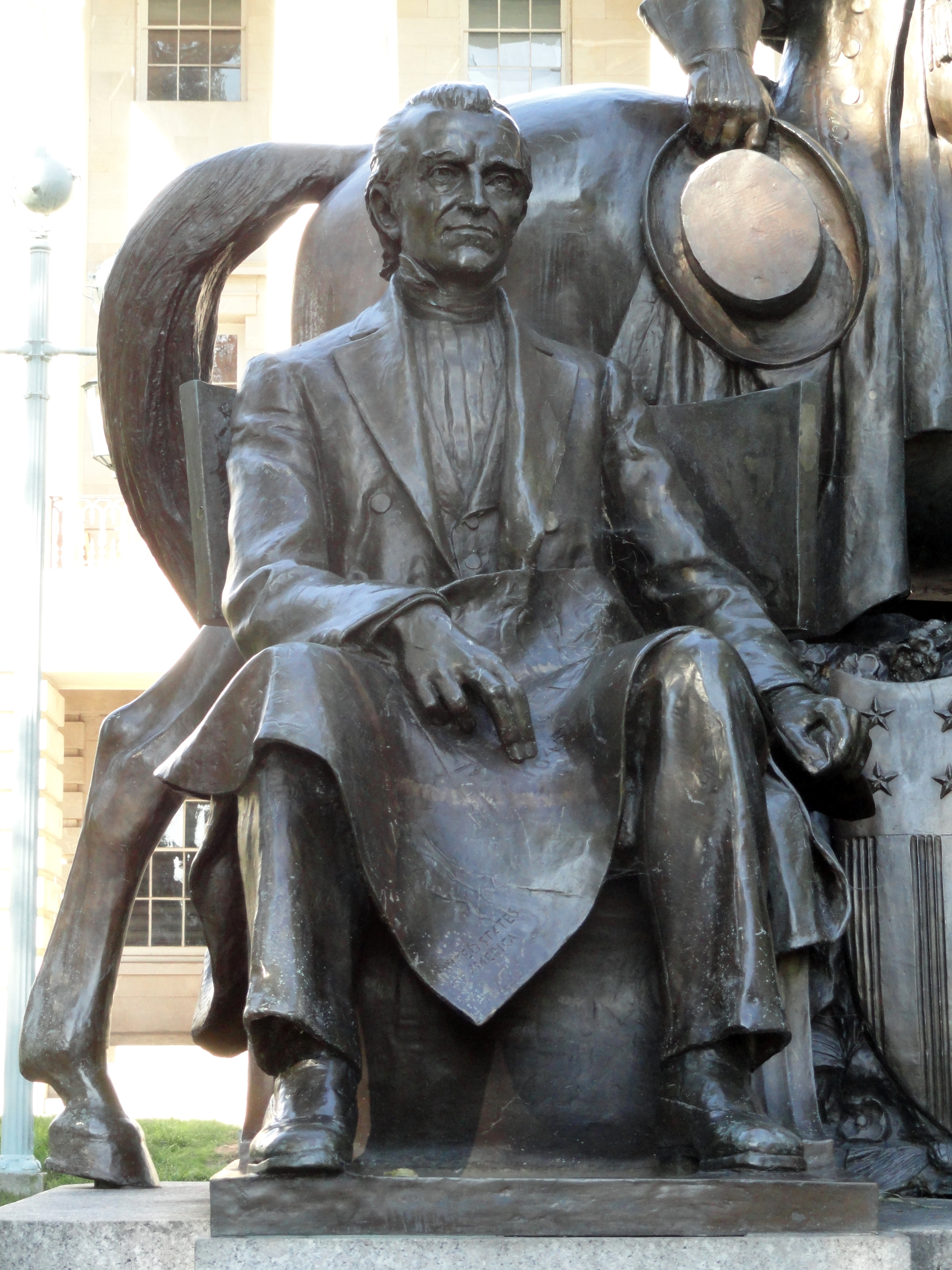
Statue de James K. Polk au capitole de l'État de Caroline du Nord.

La figure de Polk a longtemps été boudée par l'historiographie. À l'exception de deux biographies publiées peu de temps après sa mort, il ne fit ainsi l'objet d'aucune étude importante jusqu'en 1922, date à laquelle Eugene I. McCormac publia James K. Polk: A Political Biography. Le travail de McCormac s'appuyait en grande partie sur le journal présidentiel de Polk qui avait été édité pour la première fois en 1909. Lorsque les historiens commencèrent à établir un classement des présidents américains en 1948, Polk figurait à la 10e place dans le sondage d'Arthur M. Schlesinger Sr. Il se hissa par la suite à la 8e place dans le sondage Schlesinger de 1962, à la 11e place dans le sondage Riders-McIver de 1996 et enfin à la 14e place dans le sondage C-Span de 2017.
L'image de Polk à travers l'histoire fut en grande partie forgée par ses adversaires, en particulier les whigs qui le pensaient destiné à un oubli bien mérité. Dans les ouvrages des historiens républicains du XIXe siècle, Polk était souvent présenté comme un personnage sans envergure, fruit d'un compromis entre les démocrates du Nord, comme David Wilmot et Silas Wright, et les propriétaires de plantation du Sud représentés par John C. Calhoun. Dans cette perspective, les démocrates du Nord qui n'obtenaient pas toujours satisfaction pensaient que Polk était manipulé par les propriétaires d'esclaves, alors que les conservateurs du Sud accusaient au contraire Polk d'être l'instrument des démocrates du Nord. Ces vues furent toutefois battues en brèche par les travaux d'Arthur M. Schlesinger et de Bernard DeVoto qui montrèrent que Polk n'avait été l'instrument de personne, mais qu'il s'était au contraire efforcé d'atteindre ses propres objectifs.
Walter Borneman considère Polk comme le plus efficace des chefs d'État ayant servi avant la guerre de Sécession et estime qu'il a élargi le pouvoir de la présidence, particulièrement dans le domaine de l'exécutif et du commandement en chef des armées. Steven G. Calabresi et Christopher S. Yoo, dans leur histoire du pouvoir présidentiel, louent sa gestion de la guerre américano-mexicaine : « il semble incontestable que sa conduite des affaires de l'État durant ce conflit fut l'un des exemples les plus convaincants, depuis Jackson, de l'utilisation du pouvoir présidentiel pour contrôler l'action d'officiers subordonnés ». Cet accroissement du pouvoir au sein de la Maison-Blanche est cependant relativisé par les historiens André Kaspi et Hélène Harter : « la guerre fait de James Polk un président influent sans que cela profite à la fonction présidentielle. Non seulement sa décision de ne pas se représenter en 1848 en fait un « canard boiteux » à la fin de son mandat, mais il n'arrive pas à inverser sur le long terme la tendance d'une présidence peu influente par rapport aux partis et au Congrès ».
Le président Harry S. Truman déclara que Polk fut « un grand président. Il annonça ce qu'il voulait faire et il le fit ». Paul H. Bergeron note que les réformes introduites par Polk sont restées inchangées pendant de longues périodes. Le rétablissement du système bancaire et la réduction des droits de douane, deux des grandes mesures de sa présidence, ne furent modifiés qu'au cours des années 1860. De la même manière, l'achat Gadsden et l'acquisition de l'Alaska en 1867 furent les seules expansions territoriales majeures des États-Unis jusque dans les années 1890.

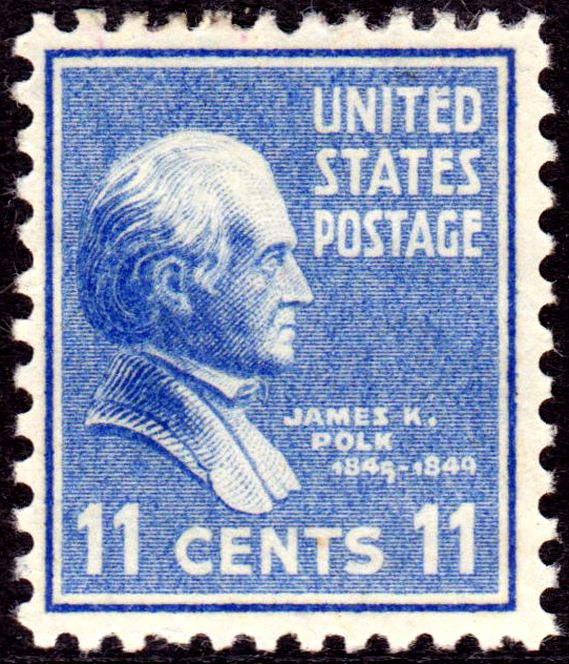
Timbre de 1938 à l'effigie de Polk.

Des divers aspects de l'héritage de Polk, le plus remarquable demeure la reconfiguration de la carte des États-Unis dont la masse territoriale fut augmentée d'un tiers sous sa présidence. Selon Robert Merry, « regarder la carte et prendre en compte l'expansion à l'ouest et au sud-ouest permet de mesurer l'ampleur des réalisations présidentielles de Polk ». Bergeron écrit quant à lui dans son étude sur la présidence de Polk : « pratiquement tout le monde se souvient de Polk et du succès de ses conceptions expansionnistes. Il créa une nouvelle carte des États-Unis qui contenait une vision à l'échelle continentale ». Amy Greenberg, dans son histoire de la guerre du Mexique, remarque que l'héritage de Polk n'est pas seulement territorial : « à l'occasion d'un mandat unique mais brillant, il réalisa quelque chose que ses prédécesseurs auraient jugé impossible. Avec l'aide de sa femme Sarah, il planifia, provoqua et mena avec succès une guerre qui éleva les États-Unis au statut de puissance mondiale ».
L'expansionnisme agressif de Polk a toutefois été critiqué sur le plan éthique. Polk croyait en la destinée manifeste davantage que la plupart de ses concitoyens. La guerre avec le Mexique fut dénoncée par ses opposants qui la surnommèrent ironiquement Mr. Polk's War (« la guerre de M. Polk ») et par des personnalités comme Ralph Waldo Emerson ou Henry David Thoreau. Faisant référence à la guerre américano-mexicaine, le général Ulysses S. Grant déclara : « j'étais farouchement opposé à l'annexion du Texas, et je considère à ce jour que la guerre qui en résulta fut l'une des plus injustes jamais menées par une nation forte contre une nation faible. Ce fut l'exemple d'une république qui suivait le mauvais exemple des monarchies européennes en ne tenant aucun compte de la justice dans sa volonté d'acquérir de nouveaux territoires ». L'opposition whig, dont faisaient partie Abraham Lincoln et John Quincy Adams, soutenait par ailleurs que l'annexion du Texas et la cession mexicaine allaient stimuler les factions pro-esclavagistes du pays. Les conditions insatisfaisantes entourant le statut de l'esclavage dans les territoires acquis sous l'administration Polk conduisirent à l'adoption du compromis de 1850, un des principaux facteurs à l'origine de la création du Parti républicain et du déclenchement ultérieur de la guerre de Sécession.